# 9. Juni
Der 9. Juni ist der 160. Tag des gregorianischen Kalenders (der 161. in Schaltjahren), somit verbleiben 205 Tage bis zum Jahresende.

## Ereignisse

### Politik und Weltgeschehen
- 0068: Der vom römischen Senat zum Staatsfeind erklärte 30-jährige Kaiser Nero erdolcht sich außerhalb Roms unter Mithilfe eines Sklaven. Auf seiner Flucht mit dem Ziel Ägypten waren die Verfolger seinem Aufenthalt sehr nahegekommen.
- 0208: Cao Cao lässt sich vom Kaiser Xian zum Kanzler ernennen.
- 1075: Das Heer der vorwiegend aus Bauern gebildeten aufständischen Sachsen erleidet gegen die von König Heinrich IV. angeführten Truppen in der Schlacht bei Homburg an der Unstrut eine Niederlage.
- 1626: Die Stadt Münden wird im Dreißigjährigen Krieg von den Truppen Tillys nach tagelangem Beschuss eingenommen. Die Einwohner werden größtenteils niedergemetzelt, nachdem die Verteidiger in den Tagen zuvor Übergabeaufforderungen spöttisch abgelehnt haben.
- 1800: Die Franzosen besiegen im Zweiten Koalitionskrieg in der Schlacht bei Montebello österreichische Streitkräfte. General Jean Lannes gewinnt mit seinen Soldaten den Kampf nach einem feindlichen Angriff beim Ort Casteggio.

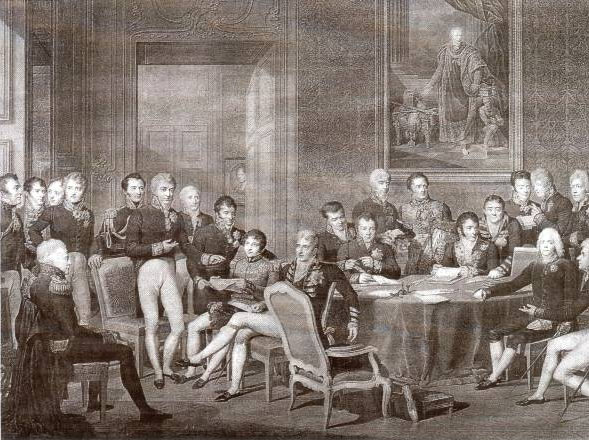
1815: Wiener Kongress

- 1815: Der Wiener Kongress, auf dem Europa politisch neu geordnet worden ist, endet mit der Unterzeichnung der Kongressakte. Der Papst als Oberhaupt des Kirchenstaates und Spanien lehnen darin getroffene inhaltliche Festlegungen ab.
- 1815: In Norditalien wird durch die Wiener Kongressakte das Königreich Lombardo-Venetien geschaffen, dessen König in Personalunion der jeweilige Kaiser von Österreich wird. Es folgt auf das napoleonische Königreich Italien, dessen Gesetze fortgelten.
- 1863: Die Schlacht bei Brandy Station wird zu einer der großen Reiterschlachten im Sezessionskrieg. Die angreifende Nordstaaten-Kavallerie zieht sich am Abend jedoch zurück, beide Seiten erleiden Verluste in ihren Reihen.

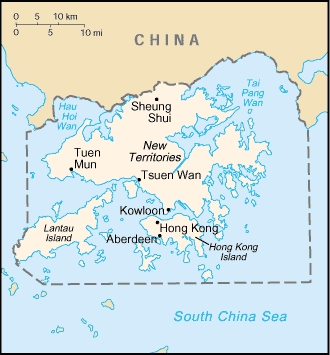
1898: Hongkong

- 1898: Das Kaiserreich China verpachtet in der Zweiten Konvention von Peking die New Territories in Hongkong für 99 Jahre an Großbritannien.

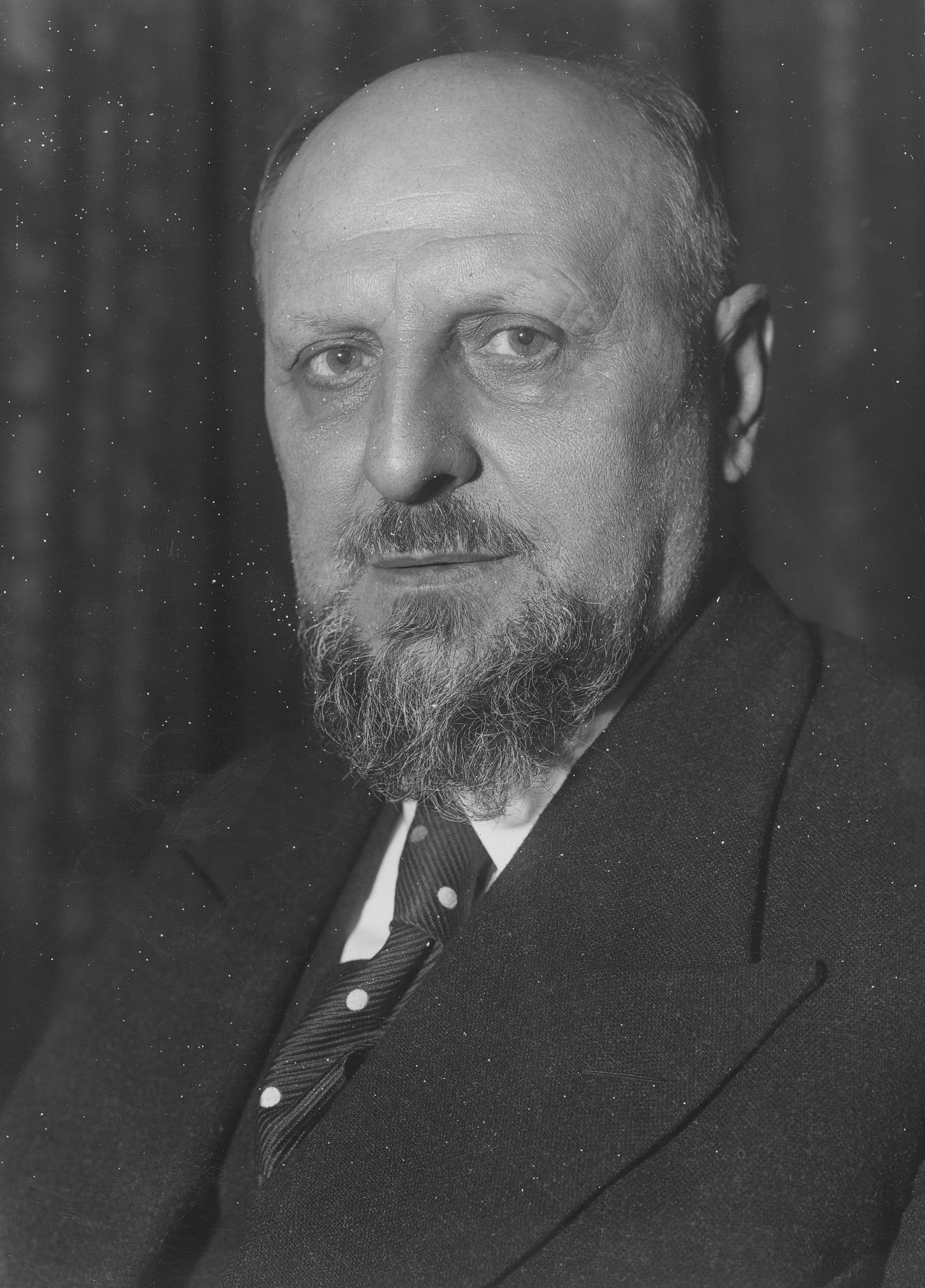
1923: Aleksandar Zankow

- 1923: In Bulgarien putscht das Militär unter der Leitung des rechtsgerichteten Professors Aleksandar Zankow gegen die von Ministerpräsident Aleksandar Stambolijski angeführte Regierung des Bauernvolksbundes. Zankow übernimmt das Amt des Ministerpräsidenten von Stambolijski, der wenige Tage nach seiner Absetzung ermordet wird.
- 1944:  Beim Massaker von Tulle, Frankreich, erhängen deutsche Soldaten 99 Männer an Laternen und Balkonen als Vergeltung für den militärischen Erfolg des französischen Widerstandes.
- 1945: Mit dem „Befehl Nummer 1“ richtet Marschall Georgi Konstantinowitsch Schukow die Sowjetische Militäradministration in Deutschland (SMAD) in Berlin-Karlshorst ein, die De-facto-Regierung in der Sowjetischen Besatzungszone. Der militärische Oberbefehlshaber wird zugleich ihr „Oberster Chef“.
- 1946: Ananda Mahidol, König von Siam, wird – vermutlich nach einem Unfall – von einem Schuss getötet in seinem Schlafzimmer aufgefunden; sein Nachfolger wird sein Bruder Bhumibol Adulyadej.
- 1953: In der Bundesrepublik Deutschland tritt das Gesetz über die Verbreitung jugendgefährdender Schriften in Kraft, wonach die Bundesprüfstelle für jugendgefährdende Schriften am 19. Mai 1954 gebildet wird.

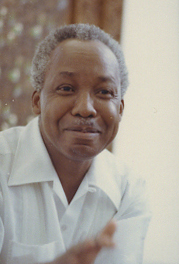
1962: Julius Nyerere

- 1962: In der Hauptstadt Tanganjikas, Daressalam, wird die Republik proklamiert; erster Präsident ist Julius Nyerere.
- 1972: Der Deutsche Bundestag beschließt die Absenkung des aktiven Wahlalters auf 18 Jahre.
- 1983: Der portugiesische sozialistische Politiker Mário Soares wird zum zweiten Mal Ministerpräsident seines Landes. Er führt eine große Koalition aus Sozialisten und Sozialdemokraten an.
- 1999: Im Kosovokrieg wird das Abkommen von Kumanovo unterzeichnet, das u. a. eine Einstellung der Feindseligkeiten sowie den Rückzug der jugoslawischen Armee und der serbischen Polizei aus dem Kosovo im Zeitraum von elf Tagen beinhaltet.
- 2024: In Deutschland und anderen Ländern findet die Europawahl 2024 statt.

### Wirtschaft
- 1912: Eine der ersten Veranstaltungen, in deren Rahmen Flugpostbeförderungen stattfinden, die Flugpost am Rhein und am Main, beginnt. Sie dauert bis zum 23. Juni. Für die Beförderung von Poststücken müssen diese mit so genannten Flugmarken versehen sein.
- 1950: Die ARD wird von den Landesrundfunkanstalten BR, HR, RB, SDR, SWF und NWDR sowie – mit beratender Stimme – RIAS Berlin gegründet.
- 1958: Die britische Königin Elisabeth II. eröffnet den Gatwick Airport in London.

### Wissenschaft und Technik
- 0019 v. Chr.: Die Aqua Virgo wird als sechstes Aquädukt nach Rom in Betrieb genommen. Die Wasserversorgung damit funktioniert noch heute und speist unter anderem den Trevi-Brunnen.

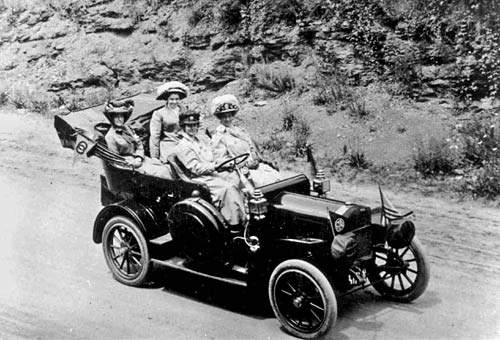
1909: Alice Ramsey und ihre Begleiterinnen

- 1909: Alice Ramsey beginnt von New York aus ihre Fahrt mit dem Automobil quer durch die Vereinigten Staaten nach San Francisco.
- 1928: Der erste Trans-Pazifik-Flug gelingt dem Piloten Charles Kingsford Smith und seinen drei Begleitern Charles Ulm, James Warner und Harry Lyon in ihrem Flugzeug Southern Cross. Von Oakland in Kalifornien führte ihr Flug nach dem Start am 31. Mai in drei Etappen mit Zwischenlandungen nach Brisbane.

### Kultur
- 1864: Die älteste österreichisch-katholische Studentenverbindung AV Austria Innsbruck wird von 2 Philosophiestudenten gegründet, was auch den Beginn des katholischen Studentenwesens an österreichischen Universitäten markiert.
- 1878: Der Zoo Leipzig wird eröffnet.
- 1884: Der deutsche Kaiser Wilhelm I. legt den Grundstein für das Berliner Reichstagsgebäude, das nach den Plänen des Architekten Paul Wallot errichtet wird.

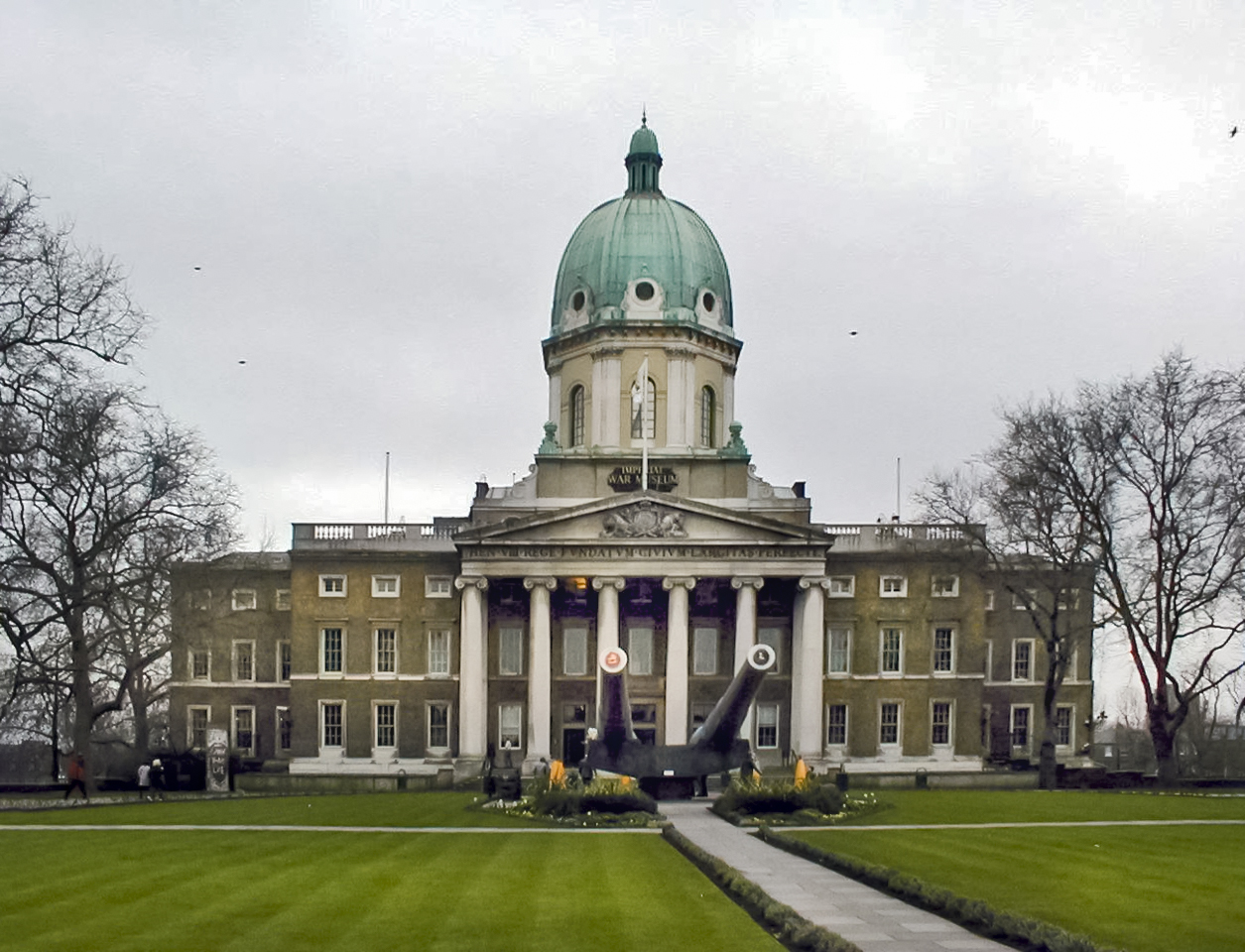
1920: Imperial War Museum

- 1920: Das Imperial War Museum in London wird eröffnet. Das Museum, eines der bedeutendsten Kriegsmuseen weltweit, ist von Anfang an ein Publikumserfolg.
- 1929: Erstmals wird von der Nordischen Rundfunk AG das Hamburger Hafenkonzert ausgestrahlt. Diese weltweit älteste regelmäßige Sendung ist heute am Sonntagmorgen Bestandteil im Radioprogramm des NDR.
- 1934: Donald Duck hat seinen ersten Auftritt in dem Zeichentrickfilm Die kluge kleine Henne.
- 1947: Im Pariser Palais de Tokyo eröffnet das Musée National d’Art Moderne, das Werke moderner Kunst des 20. Jahrhunderts präsentiert.
- 2012: Die Weltkunstausstellung dOCUMENTA (13) wird in Kassel eröffnet.

### Gesellschaft

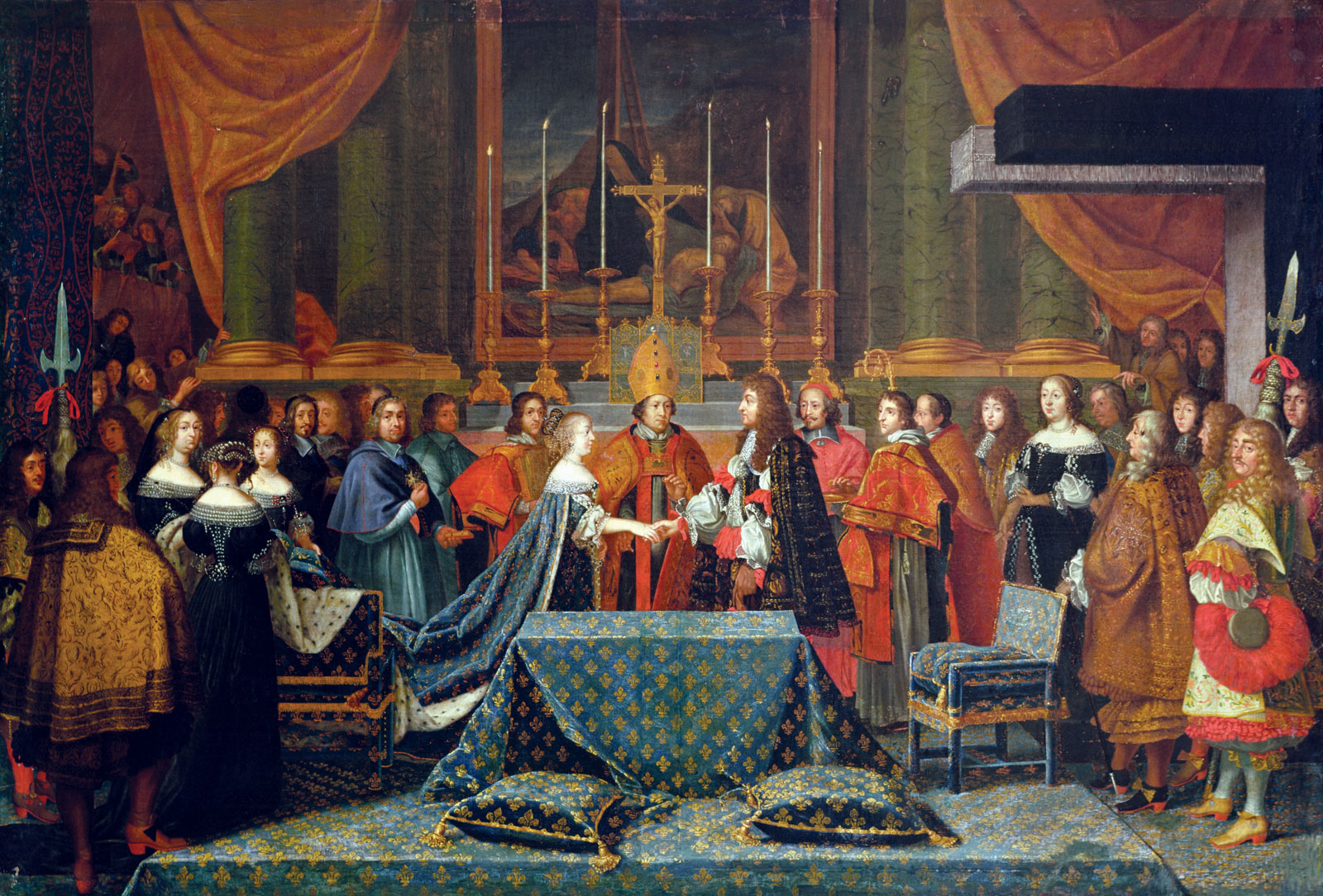
1660: Die Hochzeit Ludwigs XIV. und Maria Teresas

- 1660: Frankreichs König Ludwig XIV. heiratet in Saint-Jean-de-Luz die Infantin Maria Teresa von Spanien. Die Heirat bekräftigt den am 7. November des Vorjahres zwischen den beiden Ländern auf der Isla de los Faisanes geschlossenen Pyrenäenfrieden.
- 1811: In der Kathedrale Notre-Dame de Paris findet die Taufe des französischen Thronfolgers, des Königs von Rom, Napoleon Franz Bonaparte statt.
- 1993: Japans Kronprinz Naruhito heiratet die Bürgerliche Masako Owada.
- 2015: Ingeborg Rapoport erhält an der medizinischen Fakultät der Universität Hamburg ihre Promotionsurkunde mit der Gesamtnote magna cum laude. Zu diesem Zeitpunkt ist sie 102 Jahre alt und damit der älteste Mensch, der ein Promotionsverfahren abgeschlossen hat. 1938 war ihr als „jüdischem Mischling“ die mündliche Prüfung zur Promotion verweigert worden.

### Religion
- 1832: Die Unterdrückung Polens durch Zar Nikolaus I. nimmt Papst Gregor XVI. zum Anlass, in der Enzyklika Cum primum über den bürgerlichen Gehorsam von Christen nachzudenken.

### Katastrophen
- 1972: Der Canyon-Lake-Dammbruch in South Dakota, USA, verursacht eine Flutwelle, durch die bis zu 238 Menschen ums Leben kommen.
- 1998: Ein Zyklon im indischen Bundesstaat Gujarat zerstört tausende Gebäude und hat rund 3000 Tote und 100.000 Obdachlose zur Folge.

Kleinere Unglücksfälle sind in den Unterartikeln von Katastrophe und in der Liste von Katastrophen aufgeführt.

### Sport
- 1899: Der US-amerikanische Boxer James J. Jeffries wird Weltmeister im Schwergewicht. Er besiegt Bob Fitzsimmons durch K. o. in Runde 11.
- 1924: Der 1. FC Nürnberg besiegt im Endspiel um die Deutsche Fußballmeisterschaft 1923/24 den Hamburger SV mit 2:0.

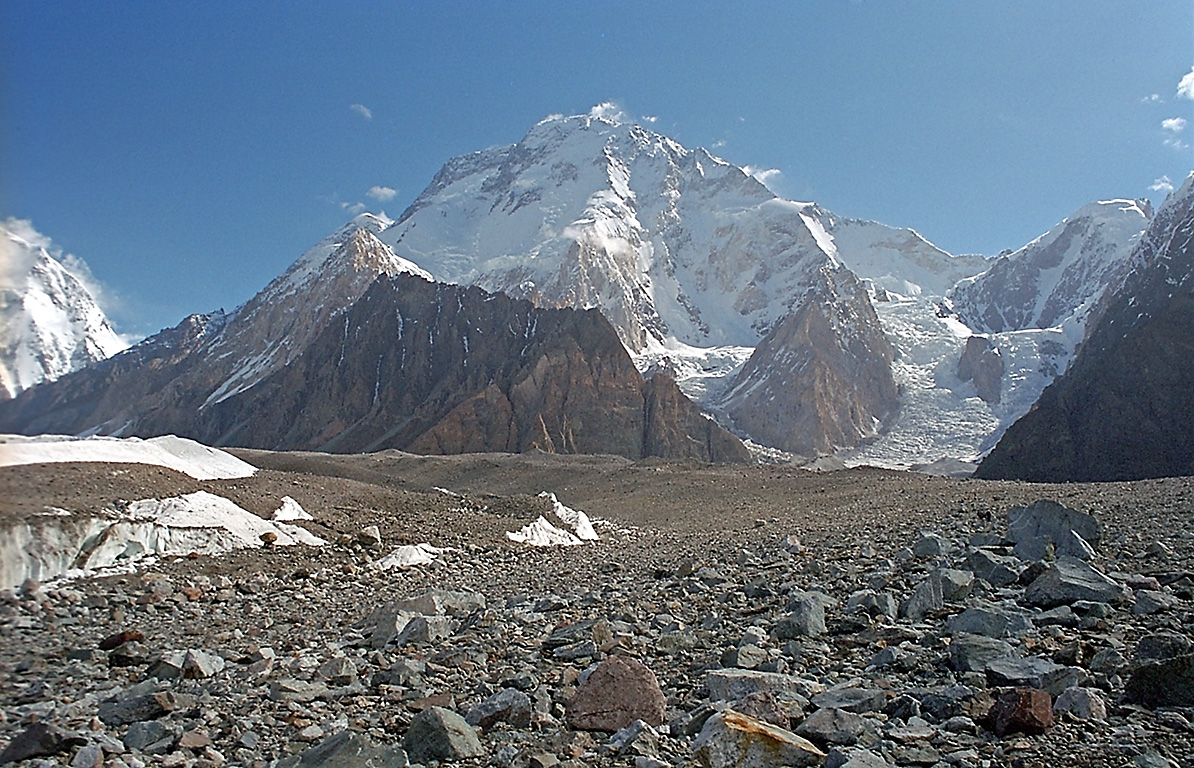
1957: Broad Peak

- 1957: Einer österreichischen Kleinexpedition mit Hermann Buhl, Kurt Diemberger, Fritz Wintersteller und Marcus Schmuck gelingt die Erstbesteigung des Broad Peak.
- 1962: Erstmals durchquert ein Schwimmer die Straße von Messina.
- 1966: Gianni Motta gewinnt den Giro d’Italia.
- 1968: Der 1. FC Union Berlin gewinnt den FDGB-Pokal mit einem 2:1 gegen den FC Carl Zeiss Jena
- 1974: Mit seinem dritten Sieg in Folge gewinnt Eddy Merckx den Giro d’Italia zum insgesamt fünften Mal.
- 1978: Im Caesars Palace von Las Vegas gewinnt Larry Holmes seinen Boxkampf um den Weltmeistertitel im Schwergewicht gegen Ken Norton durch Sieg nach Punkten.
- 1979: Der zweite Cricket World Cup beginnt in England.
- 1983: Der dritte Cricket World Cup beginnt in England und Wales.
- 1987: Die Los Angeles Lakers gewinnen eine der spektakulärsten NBA-Finalserien der Geschichte gegen die Boston Celtics, nachdem Lakers-Star Magic Johnson den entscheidenden Korb für sein Team erzielt hatte.
- 2006: Mit dem torreichsten Eröffnungsspiel in der Geschichte der Fußball-Weltmeisterschaften, einem 4:2 zwischen Deutschlands und Costa Ricas Nationalmannschaften, beginnt in München die Fußball-Weltmeisterschaft 2006.
- 2007: Die belgische Weltranglistenerste Justine Henin gewinnt mit einem 6:1 und 6:2 im Finale gegen Ana Ivanović als vierte Spielerin der Turniergeschichte zum dritten Mal in Folge die French Open der Tennisprofis.

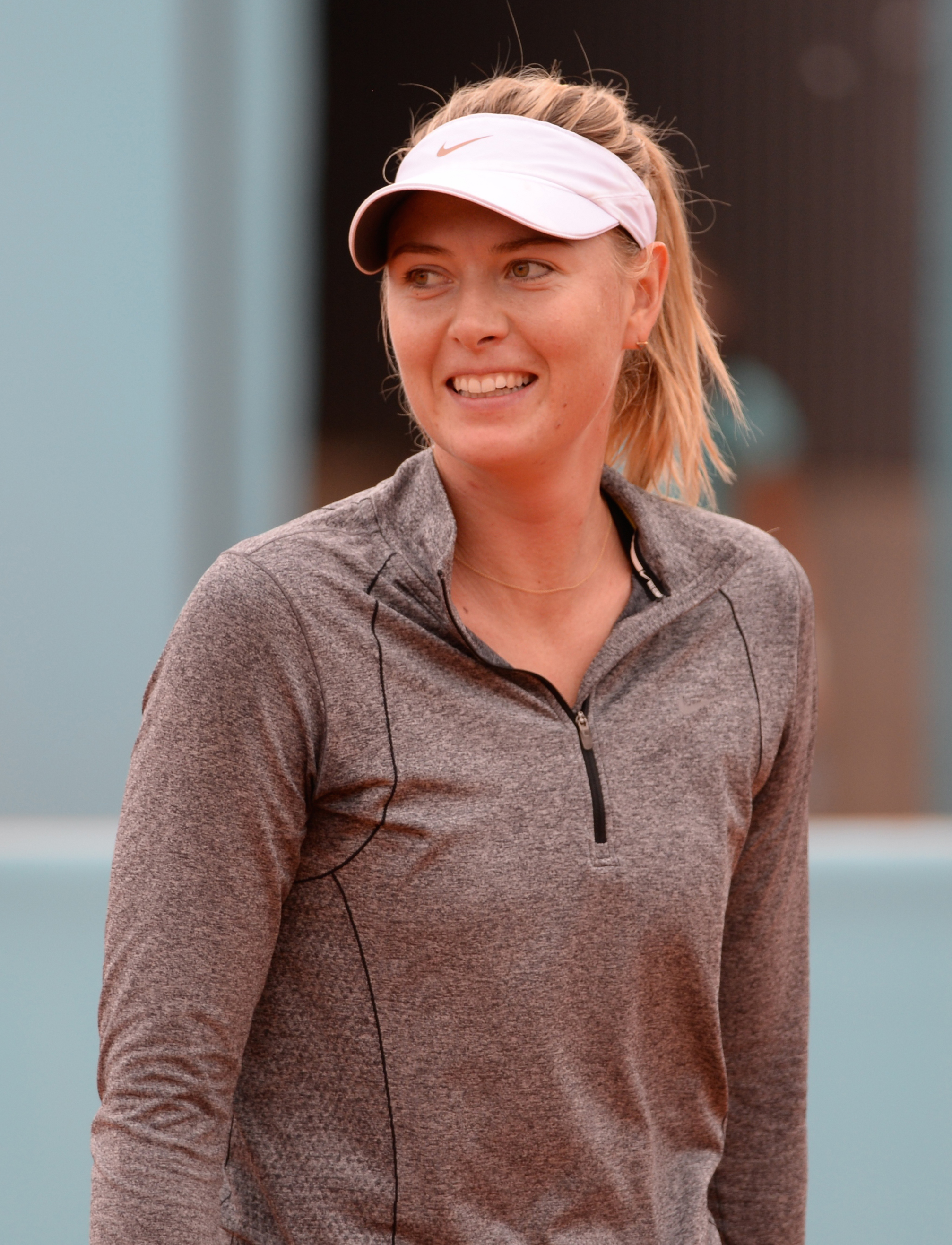
2012: Marija Scharapowa

- 2012: Die russische Tennisspielerin Marija Scharapowa gewinnt zum ersten Mal das Finale der French Open in Paris und kann damit Einzelsiege bei allen vier Grand-Slam-Turnieren vorweisen.
- 2013: Der spanische Tennisspieler Rafael Nadal besiegt im Finale der French Open seinen Landsmann David Ferrer mit 6:3, 6:2 und 6:3. Nadal stellt damit einen neuen Rekord in der „Open Era“ auf: mit seinem achten Grand-Slam-Titel bei den French Open erreichte er die meisten Titel bei einem Grand-Slam-Turnier.
- 2018:  Die rumänische Tennisspielerin Simona Halep gewinnt zum ersten Mal die French Open – es ist zugleich ihr erster Grand-Slam-Titel. Sie besiegt Sloane Stephens im Finale mit drei Sätzen (3:6, 6:4, 6:1).

Einträge von Leichtathletik-Weltrekorden befinden sich unter der jeweiligen Disziplin unter Leichtathletik.
Einträge zu Fußballweltmeisterschaftsspielen finden sich in den Unterseiten von Fußball-Weltmeisterschaft. Das Gleiche gilt für Fußball-Europameisterschaften.

## Geboren

### Vor dem 18. Jahrhundert
- 1016: Deokjong, 9. König des koreanischen Goryeo-Reiches
- 1309: Ruprecht I., Pfalzgraf und Kurfürst von der Pfalz

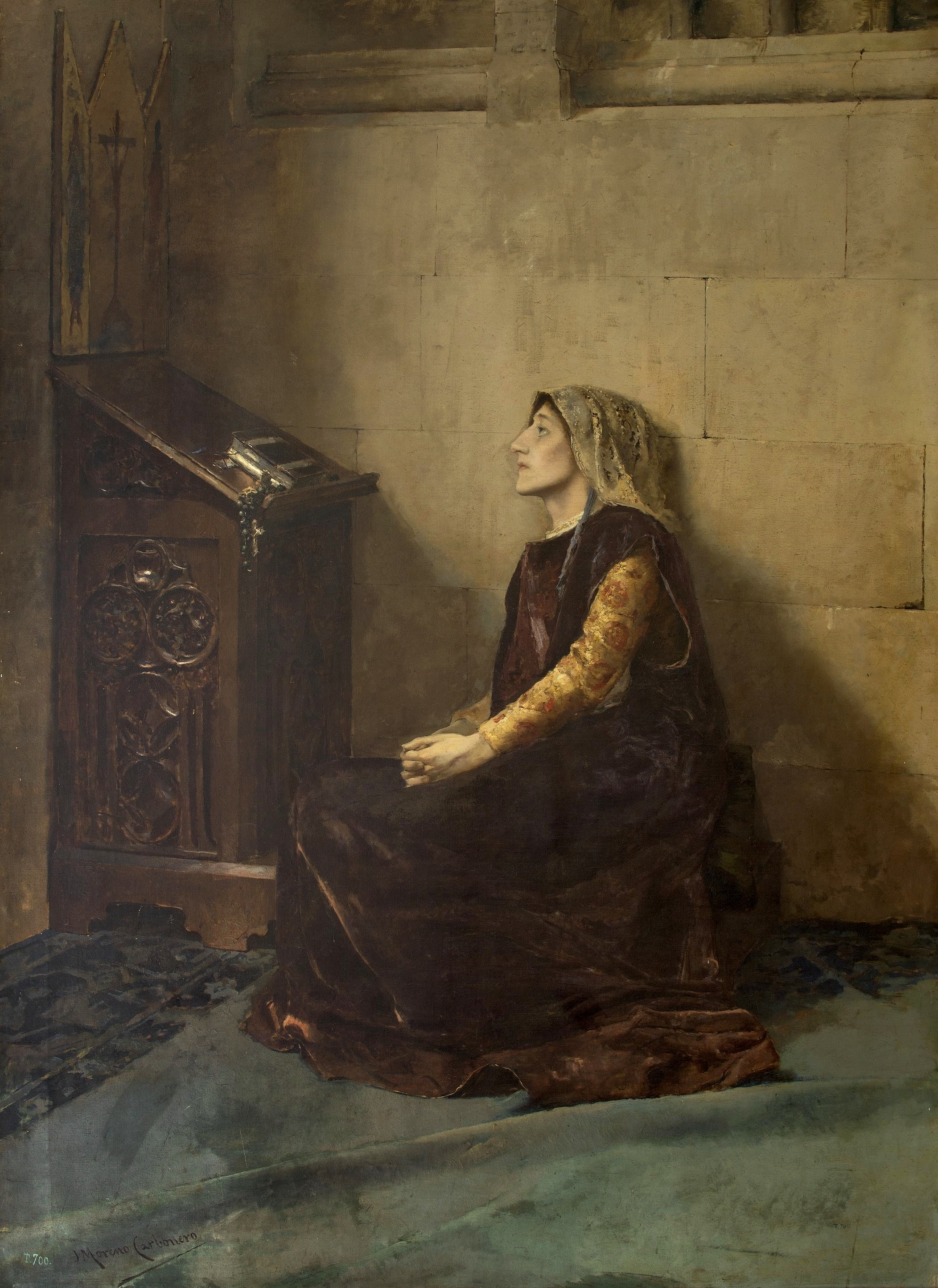
Blanca II. von Navarra (* 1424)

- 1424: Blanca II. von Navarra, Titularkönigin von Navarra
- 1454: Barbara von Bayern, Prinzessin von Bayern-München aus dem Hause Wittelsbach und Klarissin in München.
- 1503: Johann von Glauburg, Frankfurter Patrizier und Bürgermeister
- 1508: Primož Trubar, Reformator und Begründer der slowenischen Schriftsprache
- 1526: Elisabeth von Österreich, Titularkönigin von Polen
- 1531: Federico Cornaro, Kardinal der römisch-katholischen Kirche und Bischof von Padua
- 1580: Daniel Heinsius, Gelehrter der niederländischen Renaissance
- 1595: Władysław IV. Wasa, polnischer König, de facto Zar von Russland
- 1597: Pieter Saenredam, niederländischer Maler
- 1629: Nicolaus von Gersdorf, sächsischer Jurist und Diplomat
- 1640: Leopold I., Kaiser des Heiligen Römischen Reiches
- 1660: Ludwig Anton von Pfalz-Neuburg, Bischof von Worms
- 1661: Fjodor III., Zar von Russland
- 1666: Louis-Armand de Lom d’Arce, französischer Offizier und Reisender in den französischen Kolonien Nordamerikas

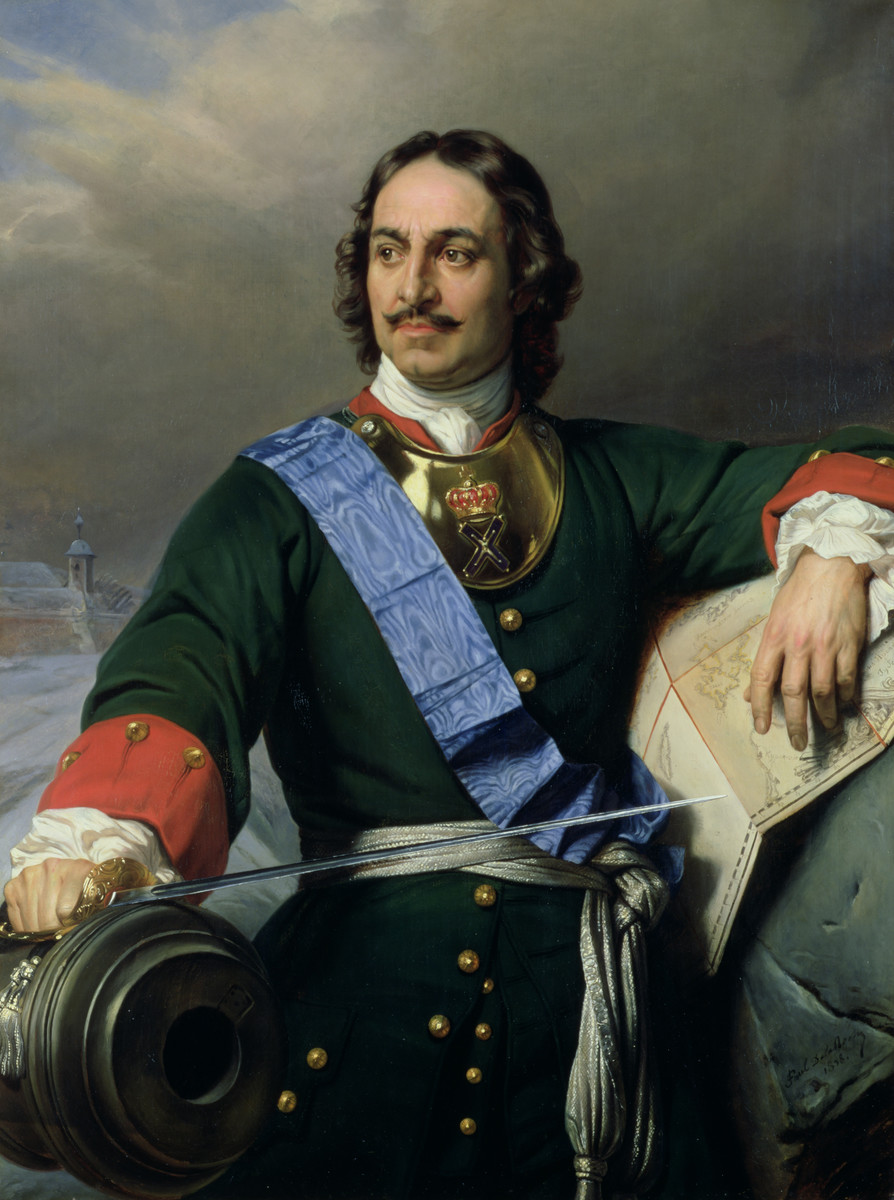
Peter der Große (* 1672)

- 1672: Peter der Große, Zar von Russland
- 1687: Heinrich Johann Friedrich Ostermann, russischer Diplomat und Staatsmann
- 1693: Bernd Siegmund von Blankensee, königlich-preußischer Generalmajor, Träger des Pour le Mérite
- 1697: August Ludwig, Fürst von Anhalt-Köthen

### 18. Jahrhundert
- 1709: François de Fitz-James, Erster Hofkaplan des französischen Königs Ludwig XV. und Bischof von Soissons
- 1710: John Burton, englischer Arzt und Antiquar
- 1726: Johann Philipp Kahler, deutscher evangelischer Theologe
- 1746: Justus Christian Heinrich Heyer, deutscher Apotheker und Chemiker
- 1753: Robert Nares, englischer Geistlicher und Philologe
- 1757: Johann Rudolf Czernin von und zu Chudenitz, österreichischer Verwaltungsbeamter und Kunstsammler
- 1762: Luigi Cagnola, italienischer Architekt
- 1774: Joseph von Hammer-Purgstall, österreichischer Diplomat und Übersetzer orientalischer Literatur

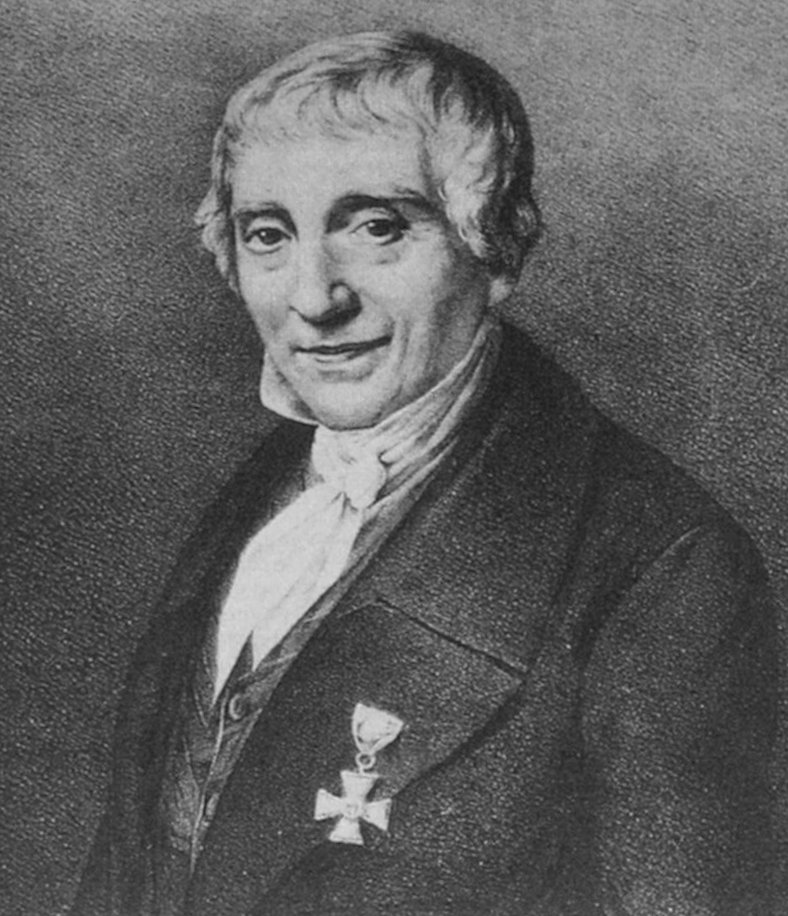
Georg Friedrich Grotefend (* 1775)

- 1775: Georg Friedrich Grotefend, deutscher Sprachwissenschaftler
- 1781: George Stephenson, britischer Ingenieur und Hauptbegründer des Eisenbahnwesens
- 1782: Michael von Erdelyi, österreichischer Tierarzt und Hochschullehrer
- 1787: Franz Oliver von Jenison-Walworth, bayerischer Diplomat
- 1798: Adolphe Bauty, Schweizer evangelischer Geistlicher und Politiker
- 1798: August Wellauer, deutscher Altphilologe und Pädagoge

### 19. Jahrhundert

#### 1801–1850
- 1804: Wilhelm Steigerwald, deutscher Industrieller
- 1805: José de la Trinidad Francisco Cabañas Fiallos, Staatschef von Honduras
- 1806: Ernst von Bibra, deutscher Chemiker und Schriftsteller
- 1806: Ludwig III., Großherzog von Hessen
- 1809: Giovanni Gentiluomo, österreichischer akademischer Maler, Opernsänger und Gesangslehrer

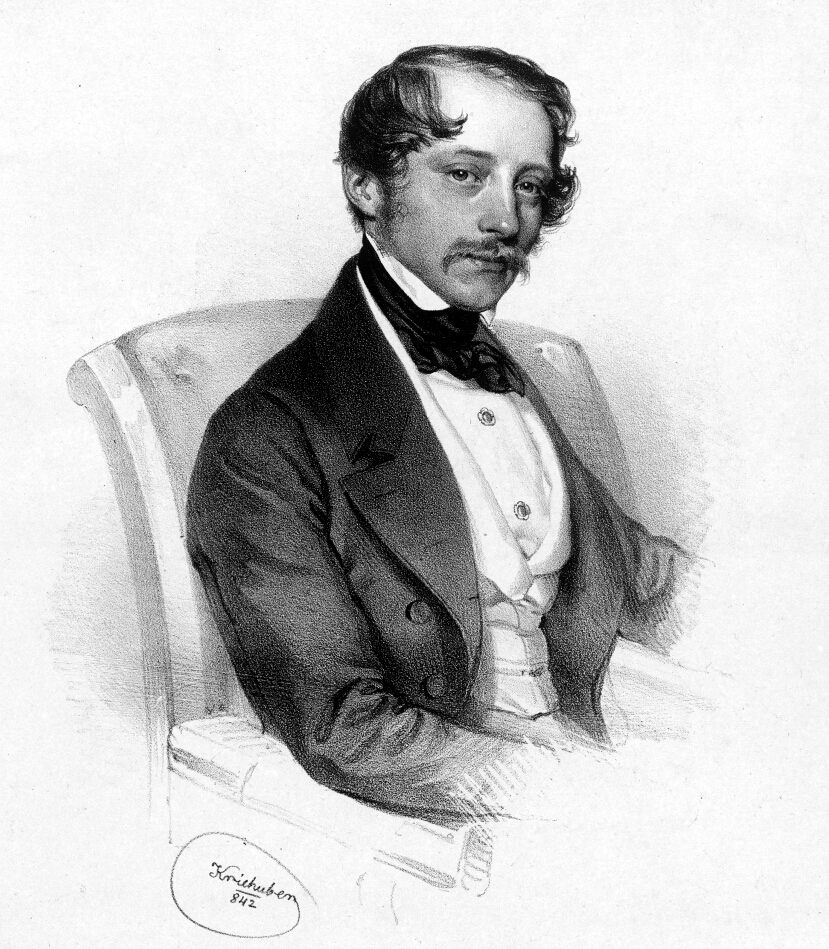
Otto Nicolai (* 1810)

- 1810: Otto Nicolai, deutscher Komponist
- 1812: Johann Gottfried Galle, deutscher Astronom, Entdecker des Planeten Neptun
- 1817: Heinrich Volkmar Andreae, deutsch-schweizerischer Apotheker
- 1818: Adolf Edvard Arppe, finnischer Chemiker und Senator
- 1819: Hermann Victor Andreae, deutscher Theologe, Arzt, Philosoph, Jurist und Sprachwissenschaftler
- 1820: Emil Hartmeyer, deutscher Jurist und Verleger
- 1822: Paul Eck, deutscher Ministerialbeamter
- 1824: George T. Anthony, US-amerikanischer Politiker, Gouverneur von Kansas
- 1827: Cherubino Patà, Schweizer Landschafts- und Porträtmaler
- 1835: Ramón Barros Luco, chilenischer Politiker, Minister, Staatspräsident

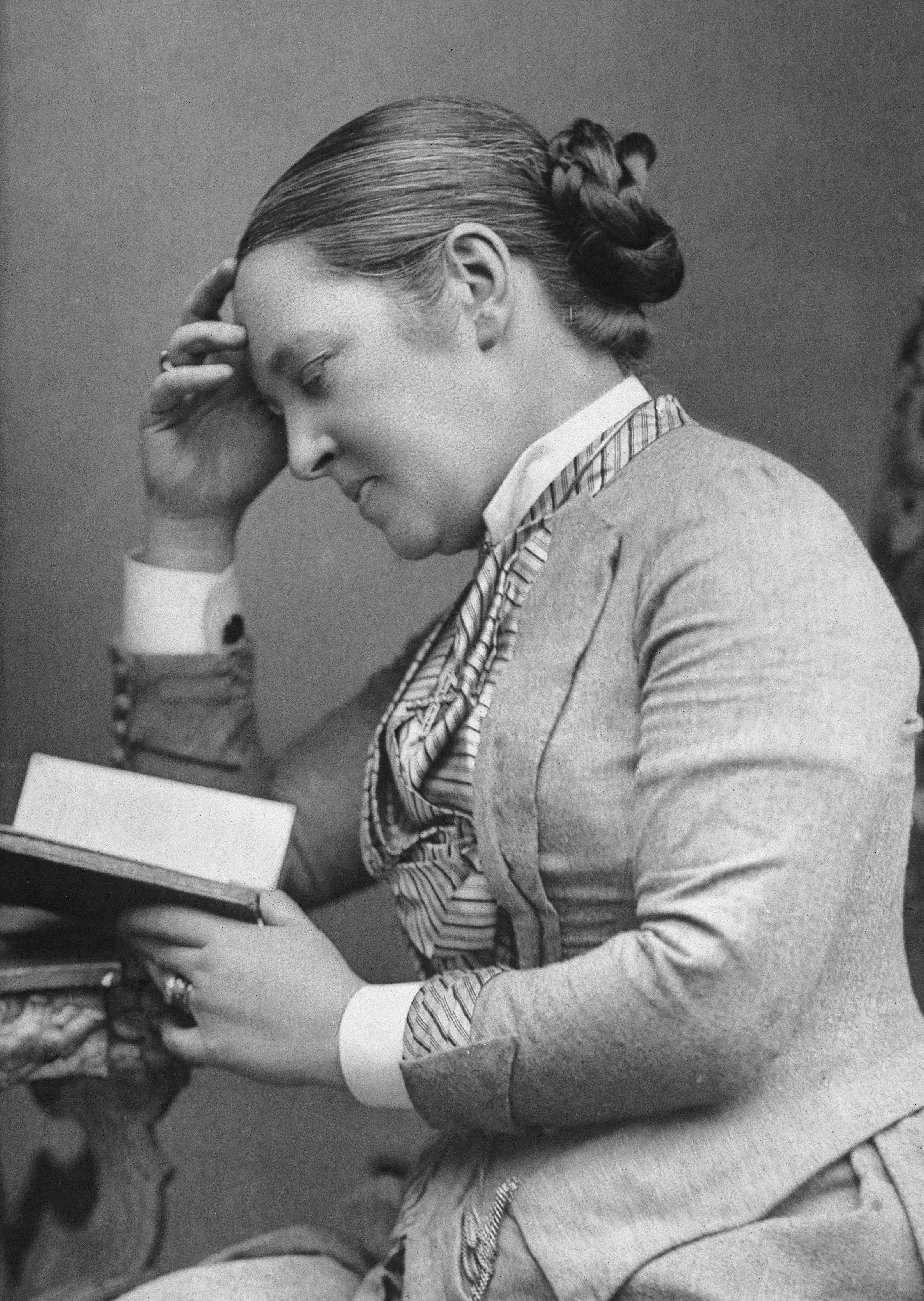
Elizabeth Garrett Anderson (* 1836)

- 1836: Elizabeth Garrett Anderson, erste britische Ärztin
- 1837: Michael Rua, italienischer Geistlicher, Generaloberer der Salesianer Don Boscos
- 1839: Paul Sorauer, deutscher Botaniker und Naturwissenschaftler
- 1840: Akaki Zereteli, georgischer Schriftsteller und Politiker
- 1843: Wilhelm Dames, deutscher Paläontologe und Geologe

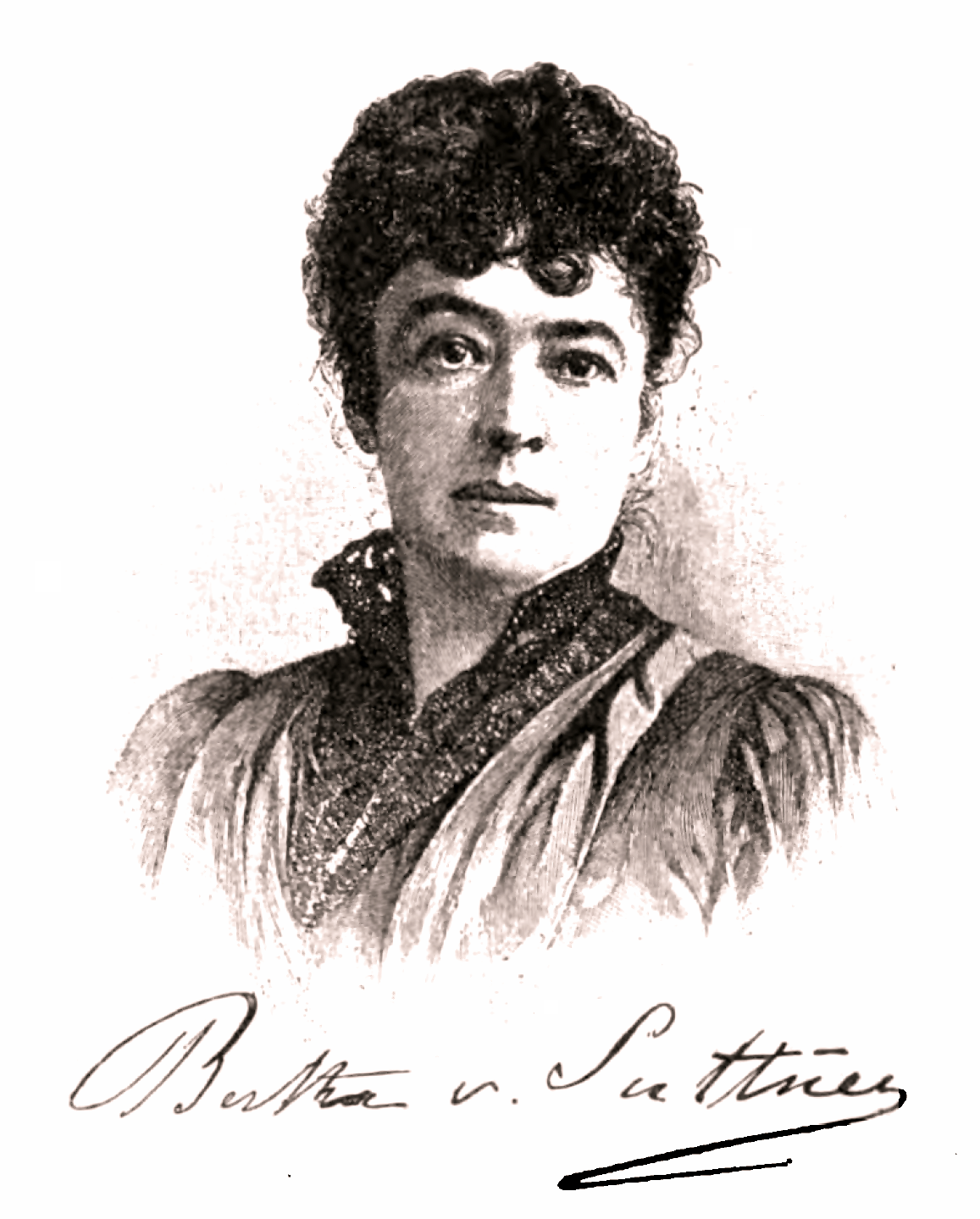
Bertha von Suttner (* 1843)

- 1843: Bertha von Suttner, österreichische Pazifistin, Friedensforscherin und Schriftstellerin, Nobelpreisträgerin
- 1844: Karl Altrichter, deutscher Schriftsteller
- 1847: Alajos Hauszmann, österreich-ungarischer Architekt
- 1849: Michael Ancher, dänischer Maler
- 1849: Karl Tanera, deutscher Offizier und Schriftsteller
- 1850: Franz Gribel, deutscher Reeder

#### 1851–1900
- 1851: Charles Joseph Bonaparte, US-amerikanischer Politiker, Minister, Gründer des FBI

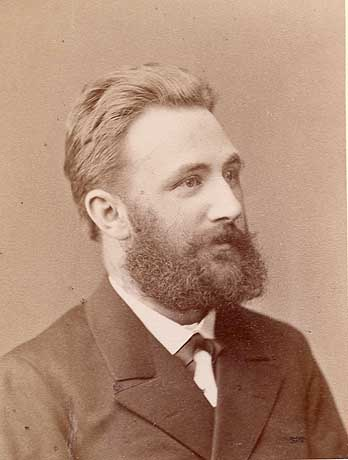
Ludwig Zimmermann (* 1852)

- 1852: Ludwig Zimmermann, deutschbaltischer Geistlicher, evangelischer Märtyrer
- 1855: Eduard Arning, deutsch-englischer Dermatologe und Lepraforscher
- 1858ː Clara Caroline Schachne, deutsche Schriftstellerin und Journalistin, Opfer der Shoa
- 1859: Emil von Borries, deutscher Lokalhistoriker und Lehrer
- 1862: Herbert Baker, britischer Architekt
- 1865: Carl Nielsen, dänischer Komponist und Dirigent
- 1866: Hedwig Andersen, deutsche Logopädin
- 1866: Felix Ortt, niederländischer Autor, Philosoph und Anarchist
- 1867: Jules Bouval, französischer Organist und Komponist
- 1869: William Hawley Atwell, US-amerikanischer Jurist, Bundesstaatsanwalt
- 1869: Theodor Heller, österreichischer Heilpädagoge
- 1871ː Margarete Friedenthal, deutsche Politikerin (DDP) und Akteurin der bürgerlichen Frauenbewegung
- 1873: Alfred Auerbach, deutscher Schauspieler und Schriftsteller
- 1874: Ernst Diehl, deutscher Altphilologe
- 1874: Enrico Rosati, italienischer Gesangslehrer
- 1875: Erma Bossi, italienisch-deutsche Malerin

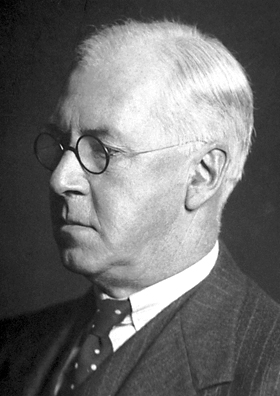
Henry Hallett Dale (* 1875)

- 1875: Henry Hallett Dale, britischer Biochemiker, Nobelpreisträger
- 1875: Mathilde Paravicini, Schweizer Humanistin
- 1876ː Anna Wrangel, deutsch-schwedische Porträt- und Landschaftsmalerin
- 1877: Anne Marie Basse, dänische Malerin
- 1877: Rudolf Borchardt, deutscher Schriftsteller, Lyriker und Übersetzer
- 1877: Carl Watzinger, deutscher Archäologe
- 1878: Ferenc Kirchknopf, ungarischer Ruderer
- 1881: Felix Graf von Luckner, deutscher Seefahrer und Schriftsteller
- 1883: Aksel Jørgensen, dänischer Maler und Direktor der Königlich Dänischen Kunstakademie
- 1885: John Edensor Littlewood, englischer Mathematiker
- 1885: Norman Wilks, kanadischer Pianist und Musikpädagoge
- 1886: Yamada Kōsaku, japanischer Komponist
- 1886: Marcel Morimont, belgischer Ruderer
- 1886: Olga Oppenheimer, deutsche jüdische Malerin und Grafikerin des Expressionismus, Opfer der Shoah
- 1887: Emilio Mola, spanischer General, einer der Hauptakteure des Putsches von 1936
- 1888: Hugo Kauder, österreichisch-US-amerikanischer Komponist und Geiger
- 1888: Christian Schmidt, deutscher Fußballspieler
- 1890: Leslie Banks, britischer Schauspieler
- 1890: José Antonio Ramos Sucre, venezolanischer Lyriker und Diplomat

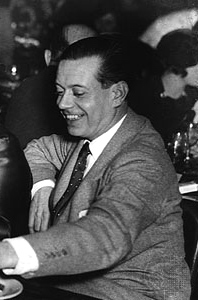
Cole Porter (* 1891)

- 1891: Cole Porter, US-amerikanischer Komponist und Liedtexter
- 1894: Nedo Nadi, italienischer Säbel- und Florettfechter, Olympiasieger
- 1894: Emmy Woitsch, österreichische Malerin
- 1896: Rafael Martínez Alba, dominikanischer Dirigent und Musikpädagoge
- 1896: Richard Friedenthal, deutscher Schriftsteller
- 1896: Karl Sack, deutscher Jurist, Richter am Reichskriegsgericht, Mitwisser des Attentats vom 20. Juli 1944
- 1897: Wilhelm Paschek, deutscher Politiker, MdB
- 1898: Luigi Fagioli, italienischer Rennfahrer
- 1898: Curzio Malaparte, italienischer Schriftsteller und Journalist
- 1900: Wilhelm Gutmann, deutscher Politiker, MdL

### 20. Jahrhundert

#### 1901–1925
- 1901: Sammy Newsome, britischer Automobilrennfahrer
- 1902ː Ilse Kassel, deutsche Ärztin und Widerstandskämpferin, Opfer des Holocaust
- 1902: Hans Friedrich Micheelsen, deutscher Kirchenmusiker und Komponist
- 1903: Otto Hans Abt, Schweizer Maler
- 1903: Felice Bonetto, italienischer Automobilrennfahrer
- 1904: William Joscelyn Arkell, britischer Geologe
- 1904: Herdis McCrary, US-amerikanischer American-Football-Spieler
- 1905: Amilcare Canevari, italienischer Ruderer
- 1905: Walter Kraft, deutscher Organist und Komponist
- 1906: Bernhard Rösler, deutscher Unternehmer
- 1908: Pouel Kern, dänischer Schauspieler
- 1909: Erwin Schopper, deutscher Physiker, Pionier der Schwerionenphysik
- 1911: Sigi Engl, österreichisch-US-amerikanischer Skirennläufer und Skischulleiter
- 1912: Kenneth L. Pike, US-amerikanischer Linguist und Anthropologe
- 1913: Alfonso Gómez-Mena, kubanischer Automobilrennfahrer
- 1914: Hermann Haller, Schweizer Komponist
- 1915: Les Paul, US-amerikanischer Gitarrist und Gitarrenentwickler

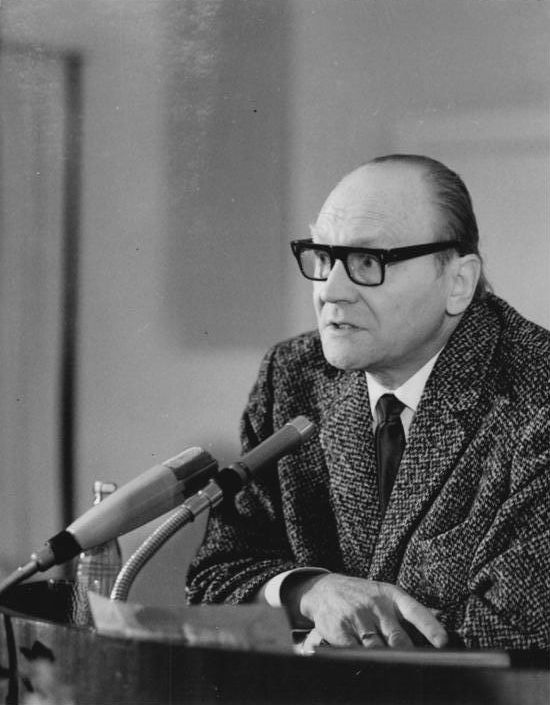
Jurij Brězan (* 1916)

- 1916: Jurij Brězan, sorbischer Schriftsteller
- 1916: Robert McNamara, US-amerikanischer Manager und Politiker, Minister, Präsident der Weltbank
- 1917: Eric Hobsbawm, britischer Historiker und Sozialwissenschaftler
- 1918: Xaver Henselmann, deutscher Architekt
- 1918: John Hospers, US-amerikanischer Philosophieprofessor
- 1919: Issaak Boleslawski, sowjetischer Schachspieler und -theoretiker, Großmeister
- 1919: Ruth Epting, deutsch-schweizerische evangelische Geistliche und Frauenaktivistin
- 1920: Sandro Angiolini, italienischer Comiczeichner und Cartoonist
- 1920: Paul Mebus, deutscher Fußballspieler
- 1921: Elisabeth Gräfin von Soden, deutsche Sportschützin
- 1922: Balduin Baas, deutscher Schauspieler
- 1923: Milena Folberová, tschechoslowakische Turnerin, Olympiasiegerin
- 1923: Gerald Götting, deutscher Politiker, Generalsekretär und Vorsitzender der DDR-CDU, Abgeordneter und Präsident der Volkskammer

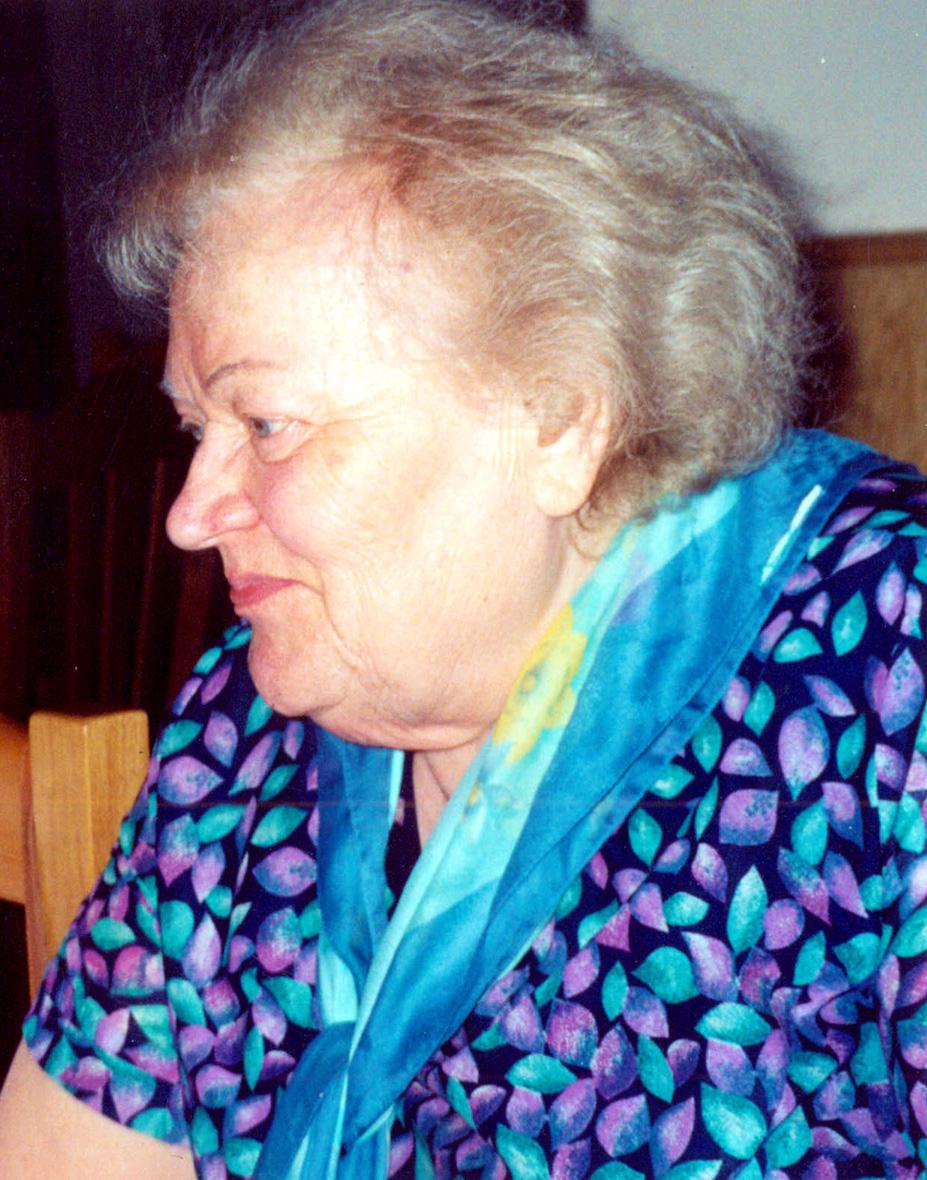
Olga Knoblach-Wolff (* 1923)

- 1923: Olga Knoblach-Wolff, deutsche Malerin, Grafikerin und Dichterin
- 1924: Julien Lebas, französischer Sprinter
- 1925: Holger Perfort, dänischer Schauspieler

#### 1926–1950
- 1926: Jimmy Gourley, US-amerikanischer Jazzgitarrist
- 1927: Franco Donatoni, italienischer Komponist

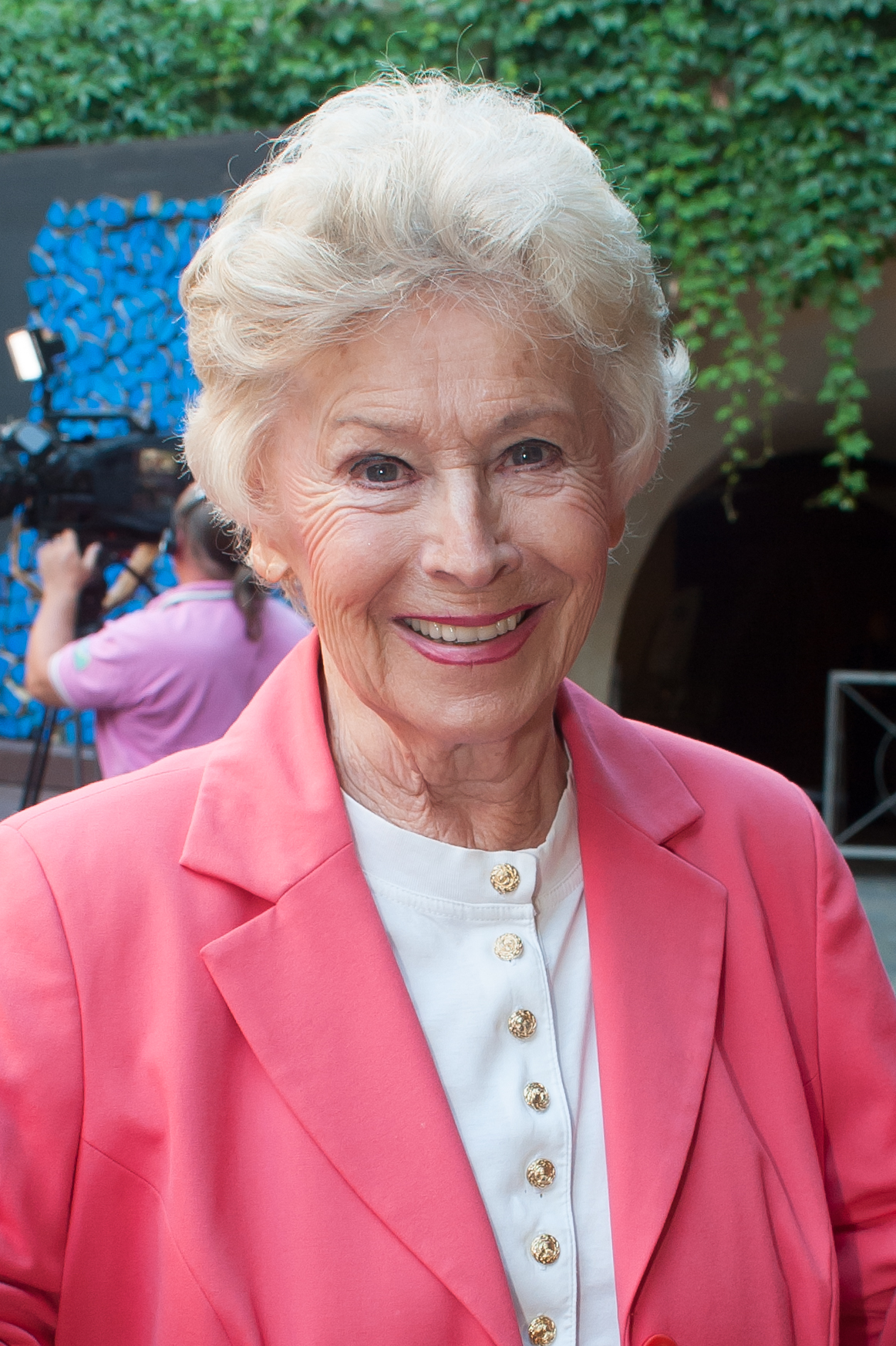
Waltraut Haas (* 1927)

- 1927: Waltraut Haas, österreichische Schauspielerin
- 1927: Marlies Müller, deutsche Speerwerferin
- 1927: Helmut Zilk österreichischer Bundesminister und Journalist
- 1928: Jacob Siskind, kanadischer Musikkritiker
- 1929: Johnny Ace, US-amerikanischer Sänger und Songschreiber
- 1930: Ben Abruzzo, US-amerikanischer Ballonfahrer
- 1930: Barbara, französische Chanson-Sängerin und -Komponistin
- 1930: Lin Carter, US-amerikanischer Science-Fiction- und Fantasy-Schriftsteller
- 1930: Wolfgang Gabriel, österreichischer Komponist, Dirigent und Musikpädagoge
- 1930: Jordi Pujol, spanischer Politiker, Regierungschef von Katalonien
- 1933: Robert Maus, deutscher Kommunalpolitiker
- 1934: Dieter Haack, deutscher Politiker, Bundesminister
- 1934: Larry D. Welch, US-amerikanischer General

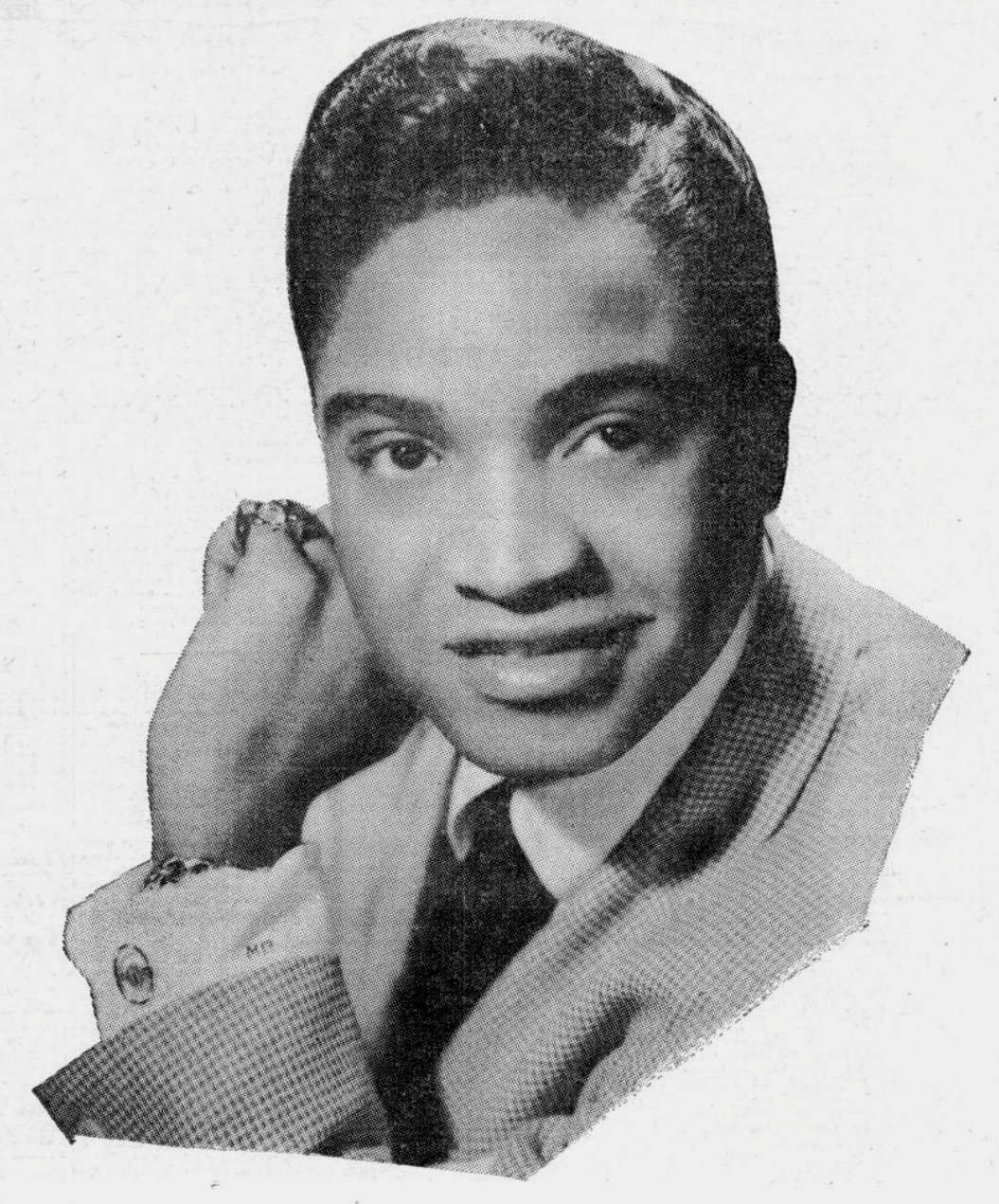
Jackie Wilson (* 1934)

- 1934: Jackie Wilson, US-amerikanischer Songschreiber und Sänger
- 1936: Filippo Coarelli, italienischer Klassischer Archäologe, Gräzist und Altertumswissenschaftler
- 1936: Jürgen Schmude, deutscher Bundesminister, MdB
- 1937: Harald Rosenthal, deutscher Meeresbiologe
- 1937: Richard Schmitz, deutscher Hotelier
- 1938: Emeric Arus, rumänischer Fechter
- 1938: Ulli Herzog, deutscher Hörspiel-Regisseur, Autor und Sprecher
- 1938: Charles Wuorinen, US-amerikanischer Komponist
- 1939: Ileana Cotrubaș, rumänische Opernsängerin (Sopran)
- 1939: David Hobbs, britischer Automobilrennfahrer
- 1941: Wolfgang Benz, deutscher Historiker
- 1941: Jon Lord, britischer Musiker (Deep Purple)
- 1941: Florian Vetsch, Schweizer Unternehmer und Automobilrennfahrer
- 1941: Joseph Jules Zerey, ägyptischer Erzbischof

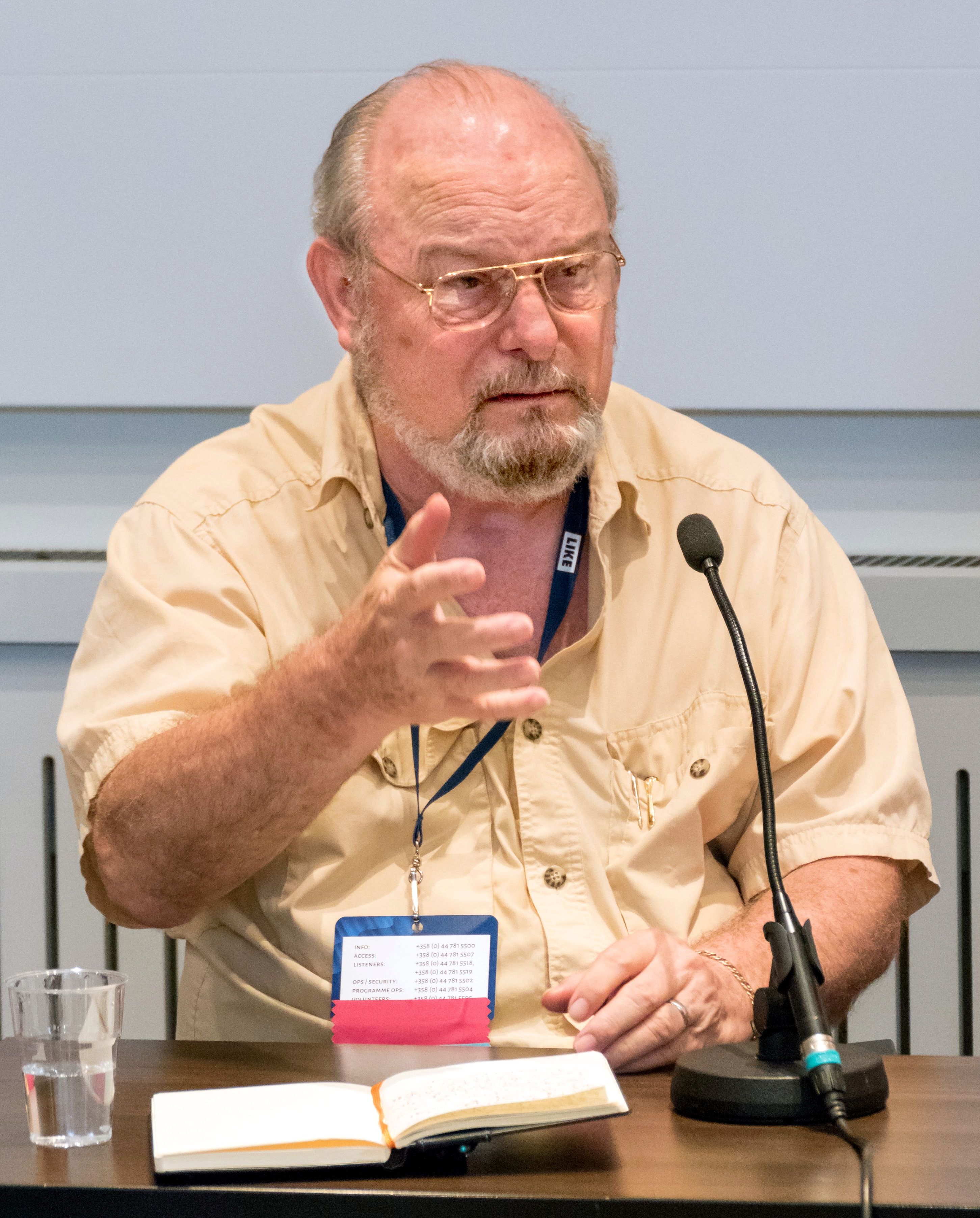
Joe Haldeman (* 1943)

- 1943: Joe Haldeman, US-amerikanischer Science-Fiction-Autor
- 1943: Hansjörg Wirz, Schweizer Leichtathlet und Leichtathletikfunktionär
- 1944: Christine Goitschel, französische Skirennläuferin
- 1944: Josefine von Krepl, deutsche Modedesignerin, Modejournalistin, Museumsgründerin
- 1945: Yūji Aoki, japanischer Manga-Zeichner

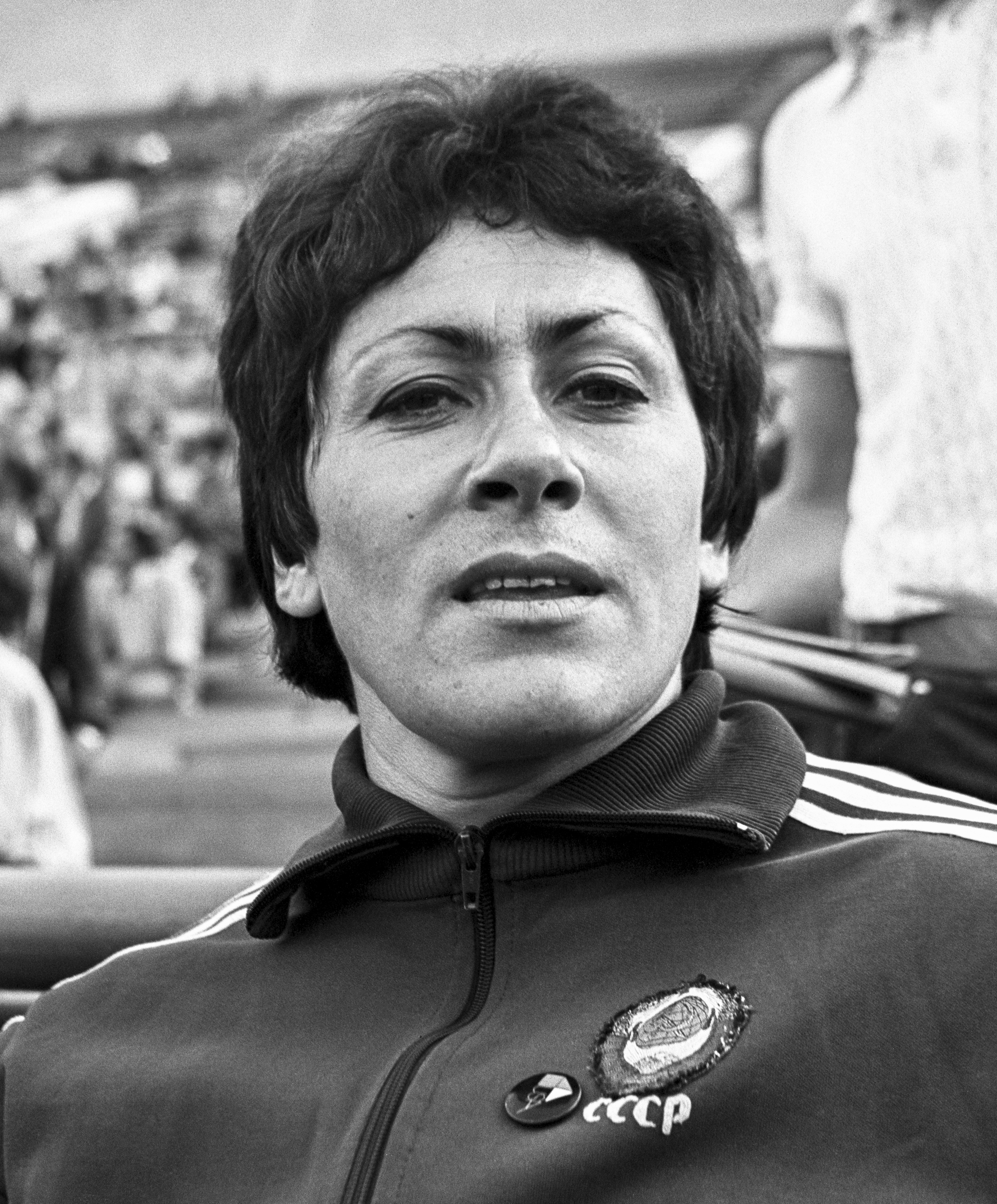
Faina Grigorjewna Melnik (* 1945)

- 1945: Faina Grigorjewna Melnik, sowjetische Leichtathletin, Olympiasiegerin
- 1945: Luis Ocaña, spanischer Radfahrer
- 1946: Didier Astruc, französischer Chemiker
- 1946: Antonio Avati, italienischer Filmproduzent und Drehbuchautor
- 1947: Mick Box, britischer Musiker (Uriah Heep)
- 1950: Ulrich Adam, deutscher Politiker, MdB
- 1950: Angelika Buck, deutsche Eiskunstläuferin

#### 1951–1975
- 1951: Ismail Abilow, bulgarischer Ringer
- 1951: James Newton Howard, US-amerikanischer Komponist und Musikproduzent
- 1951: Marjorie Merryman, US-amerikanische Komponistin und Musikpädagogin
- 1952: Elia Andrioletti, italienischer Endurosportler
- 1952: Günter Hujara, deutscher Skisportfunktionär und Trainer
- 1953: Kirsten Norholt, dänische Schauspielerin

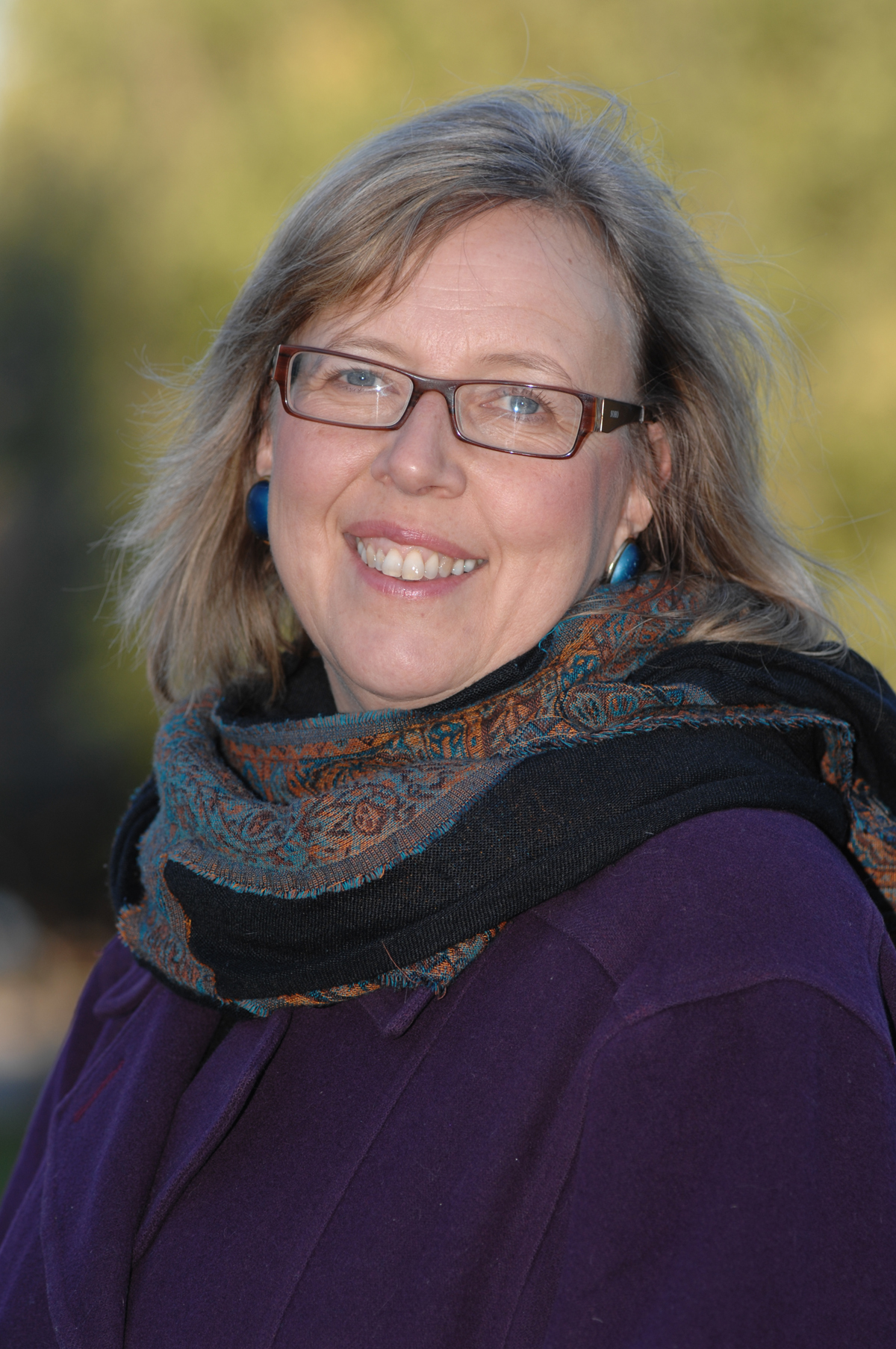
Elizabeth May (* 1954)

- 1954: Elizabeth May, kanadische Umweltaktivistin, Autorin, Politikerin und Juristin
- 1954: John Paddock, kanadischer Eishockeyspieler, -trainer und Manager
- 1955: David Lee Armstrong, US-amerikanischer Boxer
- 1955: Ingrid Santer, deutsche Kunstturnerin
- 1956: Berit Aunli, norwegische Skilangläuferin
- 1956: Patricia Cornwell, US-amerikanische Krimi-Autorin (Kay Scarpetta)
- 1956: Wolfgang Pregler, deutscher Schauspieler
- 1958: Inghill Johansen, norwegische Schriftstellerin
- 1958: Esmé Lammers, niederländische Autorin und Filmregisseurin
- 1959: Andreas Helmling, deutscher Bildhauer
- 1960: Alegre Corrêa, brasilianischer Jazzgitarrist
- 1960: Eva Dahlgren, schwedische Sängerin und Autorin
- 1961: Lisa del Bo, belgische Sängerin
- 1961: Andreas Berger, österreichischer Leichtathlet
- 1961: Michael J. Fox, kanadisch-US-amerikanischer Film- und Fernsehschauspieler
- 1961: Michael Meister, deutscher Politiker, MdB
- 1962: Günther Schäfer, deutscher Fußballspieler und -trainer
- 1963: Gilad Atzmon, britischer Jazzmusiker, politischer Aktivist und Autor
- 1963: Wolfgang Maria Bauer, deutscher Schauspieler

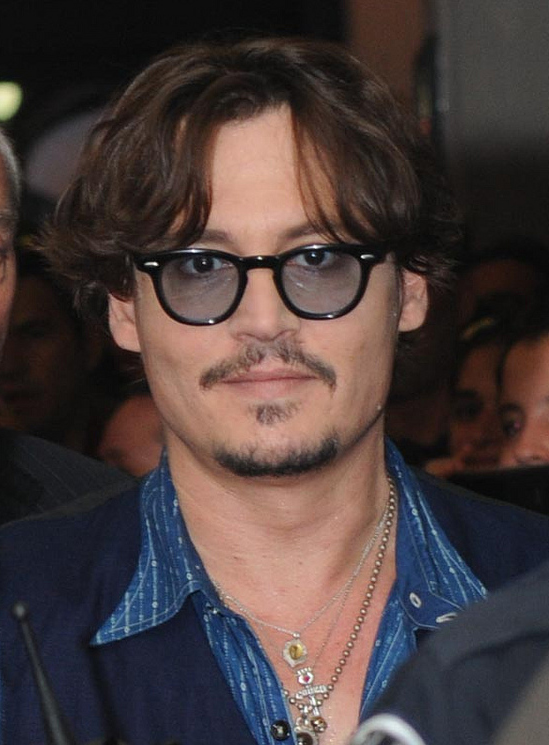
Johnny Depp (* 1963)

- 1963: Johnny Depp, US-amerikanischer Schauspieler
- 1963: Anke van Hove, deutsche Juristin und Gerichtspräsidentin
- 1964: Slaid Cleaves, US-amerikanischer Country-Musiker
- 1964: Roberto Dietrich, rumänischer Politiker
- 1964: Karina Dörk, deutsche Unternehmerin und Kommunalpolitikerin
- 1964: Peter Florian, österreichischer Maler und Grafiker
- 1964: Robert Griesemer, Schweizer Informatiker
- 1964: Thomas Klauser, deutscher Skispringer
- 1964: Frank Klingebiel, deutscher Politiker
- 1964: Andreas Korb, deutscher Generalmajor und NATO-Kommandeur
- 1964: Helge Lehmann, deutscher Buchautor
- 1964: Francesca Melandri, italienische Schriftstellerin
- 1964: Bart Moeyaert, belgischer Kinder- und Jugendbuchautor
- 1964: Carlos Pauner, spanischer Bergsteiger
- 1964: Gloria Reuben, kanadische Schauspielerin
- 1964: Steffi Gerlinde Riedel-Heller, deutsche Medizinerin, Wissenschaftlerin und Hochschullehrerin
- 1964: Andreas Schumann, deutscher Politiker
- 1964: Uta Steinhardt, deutsche Professorin
- 1964: Wayman Tisdale, US-amerikanischer Basketballspieler und Jazzmusiker
- 1964: Mike Wasko, US-amerikanischer Bobsportler
- 1965: Giuseppe Cipriani, italienischer Rennfahrer
- 1965: Manuela Oschmann, deutsche Skilangläuferin
- 1966: Kattis Ahlström, schwedische Moderatorin und Journalistin
- 1966: Manuele Celio, Schweizer Eishockeyspieler
- 1966: Maria Ketikidou, deutsche Schauspielerin
- 1966: Tamela Mann, US-amerikanische Schauspielerin und Gospelsängerin
- 1966: Chichi Peralta, dominikanischer Merenguemusiker, Perkussionist und Komponist
- 1967: Max Robert, französischer Bobfahrer und Sprinter
- 1968: Alexander Wladimirowitsch Konowalow, russischer Politiker
- 1968: Jutta Pohlmann, deutsche Kamerafrau
- 1968: Andreas Zeyer, deutscher Fußballspieler
- 1968: Michael Zeyer, deutscher Fußballspieler
- 1969: Marcy Dermansky, US-amerikanische Autorin und Filmkritikerin
- 1969: Eric Wynalda, US-amerikanischer Fußballspieler
- 1972: Sandro Cois, italienischer Fußballspieler

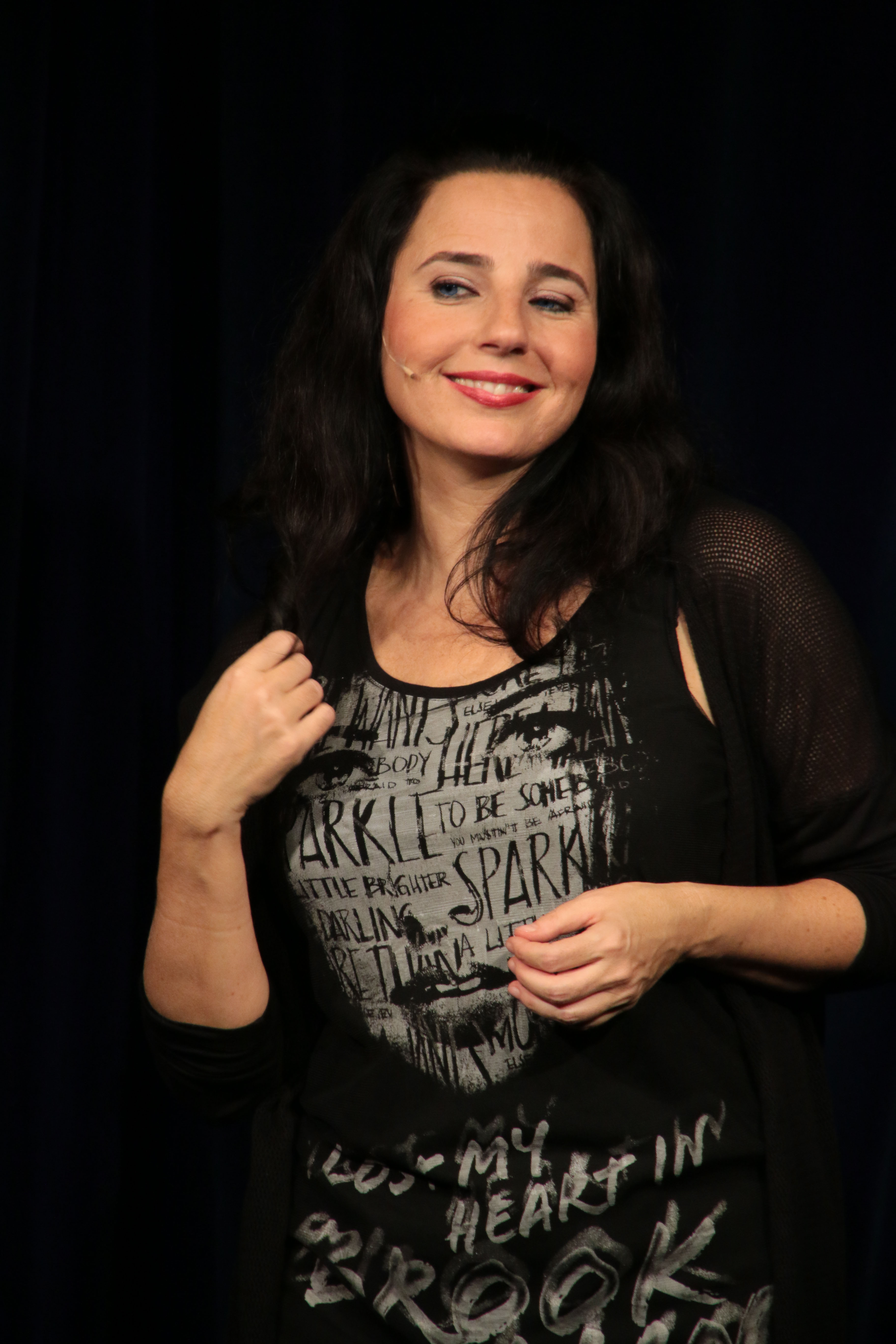
Nadja Maleh (* 1972)

- 1972: Nadja Maleh, österreichische Kabarettistin und Schauspielerin
- 1972: Beat Marti, Schweizer Schauspieler
- 1972: Robert Mitchell, britischer Shorttracker und Eisschnellläufer
- 1973: Simone Sombecki, deutsche TV-Moderatorin und Schauspielerin
- 1974: Alexander Aeschbach, Schweizer Radrennfahrer
- 1975: Otto Addo, ghanaisch-deutscher Fußballspieler
- 1975: Kasper Nielsen, dänischer Handballspieler
- 1975: Renato Vugrinec, slowenischer Handballspieler

#### 1976–2000
- 1976: Stephan Anstötz, deutscher Jurist
- 1976: Sedat Artuç, türkischer Gewichtheber
- 1977: Martin Berry, australischer Automobilrennfahrer
- 1977: Olin Kreutz, US-amerikanischer American-Football-Spieler
- 1977: Peja Stojaković, serbischer Basketballspieler
- 1978: Matthew Bellamy, britischer Musiker
- 1978: Miroslav Klose, deutscher Fußballspieler
- 1978: Heather Mitts, US-amerikanische Fußballspielerin
- 1978: Tonči Valčić, kroatischer Handballspieler
- 1979: Dario Dainelli, italienischer Fußballspieler
- 1980: Navíd Akhavan, deutsch-iranischer Schauspieler
- 1980: Udonis Haslem, US-amerikanischer Basketballer
- 1980: Sascha Kirschstein, deutscher Fußballspieler
- 1981: Matthias Aschenbroich, deutscher Handballspieler
- 1981: Irakli Labadse, georgischer Tennisspieler
- 1981: Daniel Larsson, schwedischer Dartspieler

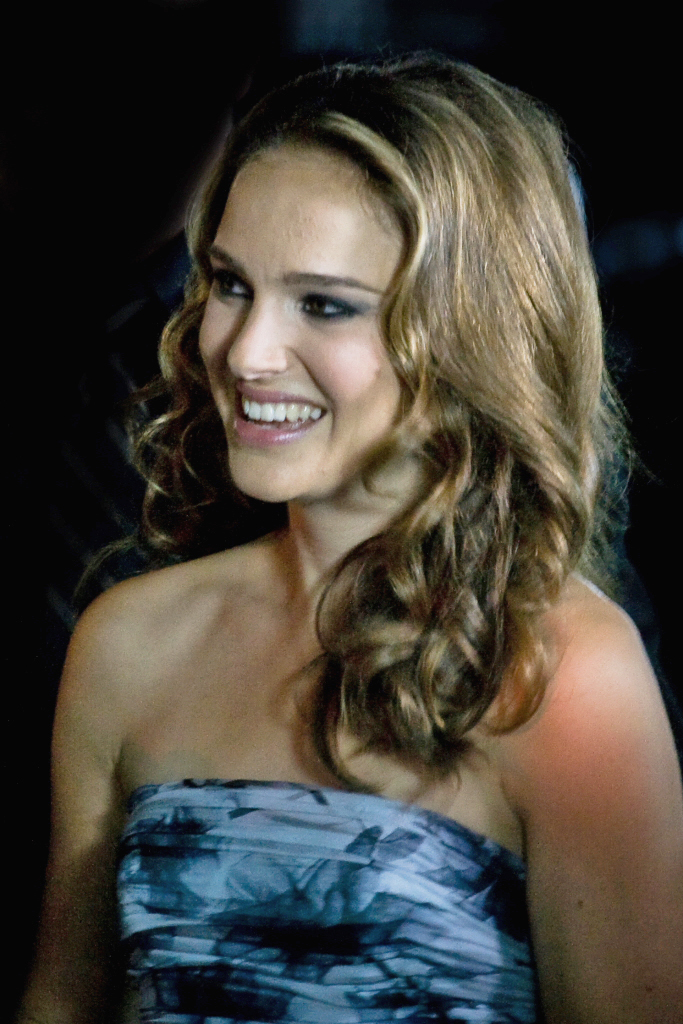
Natalie Portman (* 1981)

- 1981: Natalie Portman, US-amerikanische Schauspielerin
- 1981: Kasper Søndergaard, dänischer Handballspieler
- 1982: Haidar Abdul-Razzaq, irakischer Fußballspieler
- 1982: Mamuka Bachtadse, georgischer Politiker
- 1982: Roy Peter Link, deutscher Schauspieler
- 1982: Christina Stürmer, österreichische Pop-Sängerin
- 1983: Ásta Árnadóttir, isländische Fußballspielerin
- 1983: Alektra Blue, US-amerikanische Pornodarstellerin
- 1983: Jaime Celestino Dias Bragança, portugiesischer Fußballspieler
- 1983: Heidi Johansen, dänische Fußballspielerin
- 1984: Wiktorija Afanassjewa, kasachische Biathletin
- 1984: Roland Mayr, deutscher Eishockeyspieler
- 1984: Wesley Sneijder, niederländischer Fußballspieler
- 1985: Lisa Altenpohl, deutsche Schauspielerin
- 1985: Johannes Fröhlinger, deutscher Radrennfahrer
- 1985: Guillermo Alejandro Suárez, argentinischer Fußballspieler
- 1986: Andreas Laskaratos, griechischer Automobilrennfahrer

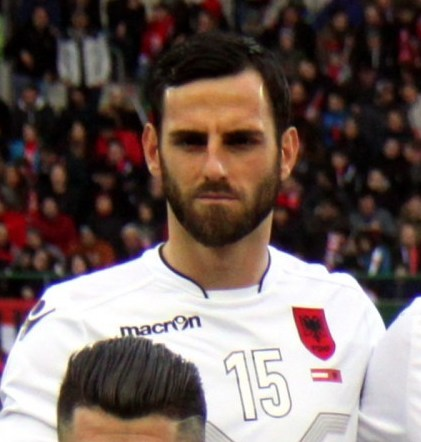
Mergim Mavraj (* 1986)

- 1986: Mergim Mavraj, albanischer Fußballspieler
- 1986: Michelle Skovgaard, dänische Handballspielerin
- 1988: Joanna Majdan, polnische Schachspielerin
- 1988: Florian Prokop, deutscher Schauspieler
- 1988: Sokratis, griechischer Fußballspieler
- 1989: Danilo Avelar, brasilianischer Fußballspieler
- 1989: Andreas Vojta, österreichischer Leichtathlet
- 1990: Luise Malzahn, deutsche Judoka
- 1991: Nora Hickler, deutsche Schauspielerin
- 1991: Maciej Kot, polnischer Skispringer
- 1991: Leon Pabst, deutscher Handballspieler

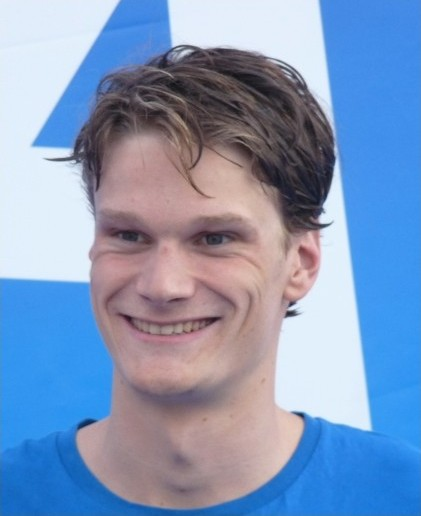
Yannick Agnel (* 1992)

- 1992: Yannick Agnel, französischer Freistilschwimmer
- 1992: Dennis Appiah, französischer Fußballspieler
- 1992: Marvin Linke, deutscher Schauspieler
- 1992: Pietro Lombardi, deutscher Sänger
- 1994: Viktor Fischer, dänischer Fußballspieler
- 1994: Keisha Grey, US-amerikanische Pornodarstellerin
- 1994: Imogen Waterhouse, britische Schauspielerin und Model
- 1996: Gervane Kastaneer, niederländischer Fußballspieler
- 1996: Stephen Williams, walisischer Radrennfahrer
- 1997: Lucas Birnbaum, österreichischer Eishockeyspieler
- 1997: Dren Feka, deutsch-albanischer Fußballspieler
- 1998: Erwan Bastard, französischer Automobilrennfahrer
- 1998: Maciej Dąbrowski, polnischer Fußballspieler

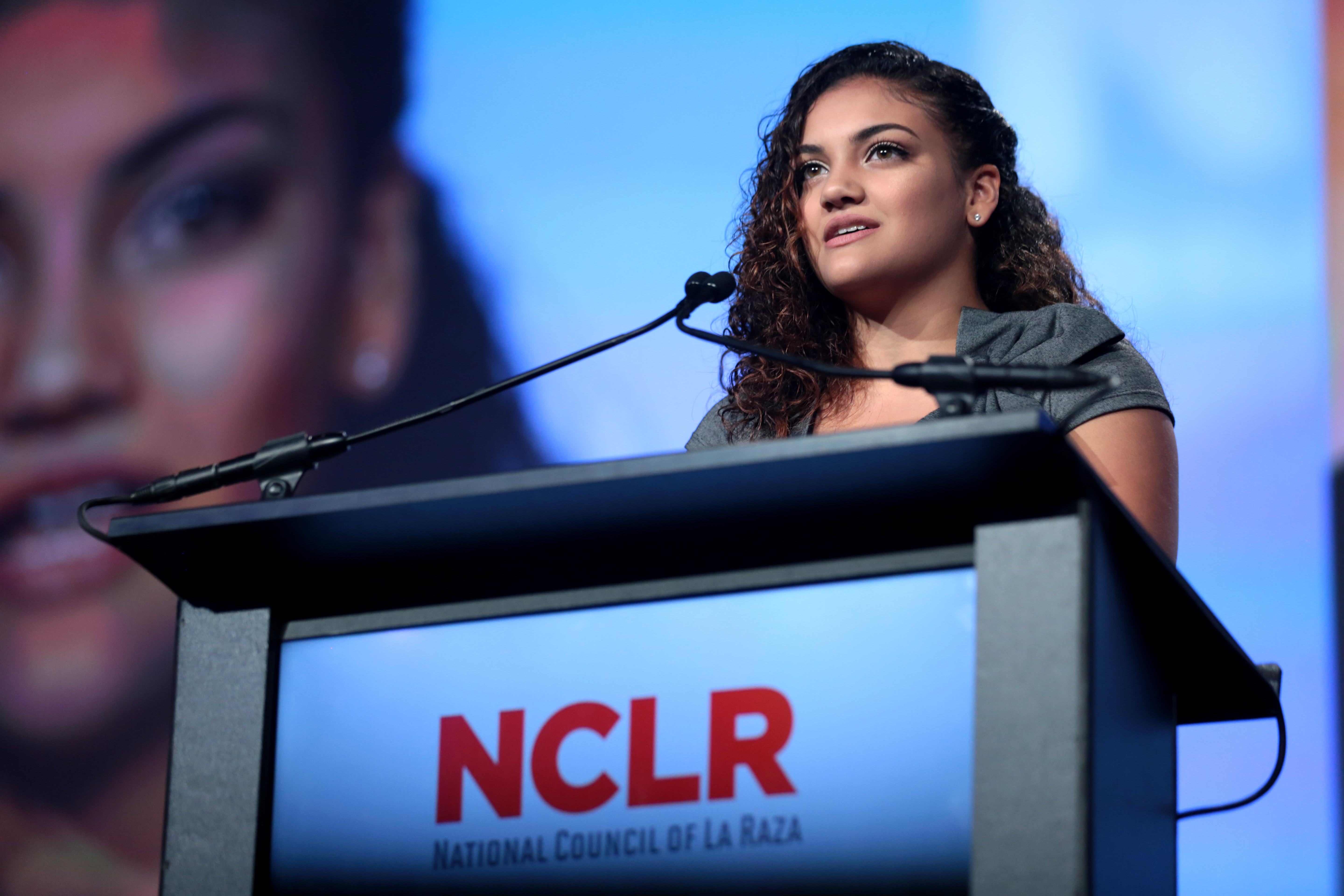
Laurie Hernandez (* 2000)

- 2000: Laurie Hernandez, US-amerikanische Turnerin

### 21. Jahrhundert
- 2003: Nikola Jovic, serbischer Basketballspieler

## Gestorben

### Vor dem 16. Jahrhundert
- 0068: Nero, römischer Kaiser
- 0373: Ephräm der Syrer, Heiliger, Schriftsteller und Kirchenlehrer
- 0597: Columban von Iona, irischer Mönch und Missionar
- 0937: Wolfram von Freising, Bischof von Freising
- 1012: Tagino, Erzbischof von Magdeburg
- 1087: Otto I., mährischer Fürst
- 1132: Tadsch al-Muluk Buri, Atabeg von Damaskus
- 1142: Markolf, Erzbischof von Mainz
- 1171: Rabbenu Tam, französischer jüdischer Gelehrter
- 1203: Hermann II. von Katzenelnbogen, Bischof von Münster
- 1215: Mangold von Berg, deutscher Abt und Bischof von Passau
- 1228: Reginald de Braose, cambro-normannischer Adeliger
- 1238: Peter des Roches, Bischof von Winchester
- 1252: Otto das Kind, Herzog von Braunschweig und Lüneburg
- 1280: Herebord von Bismarck, Gildemeister und Schultheiß in Stendal
- 1316: Friedrich von Plötzke, Bischof von Brandenburg
- 1346: Heinrich von Zipplingen, Ratgeber und Sekretär von Kaiser Ludwig dem Baiern
- 1361: Philippe de Vitry, französischer Dichter, Komponist, Politiker und Bischof von Meaux
- 1459: Shōtetsu, japanischer Dichter
- 1498: Julius Pomponius Laetus, italienischer Humanist

### 16. bis 18. Jahrhundert
- 1523: Diego de Deza, Erzbischof von Sevilla und Großinquisitor der spanischen Inquisition
- 1527: Heinrich Finck, deutscher Kapellmeister und Komponist
- 1533: Sebastian Hofmeister, Schweizer Theologe und Reformator
- 1537: Louis II. d’Orléans-Longueville, Pair und Großkammerherr von Frankreich, Herzog von Longueville

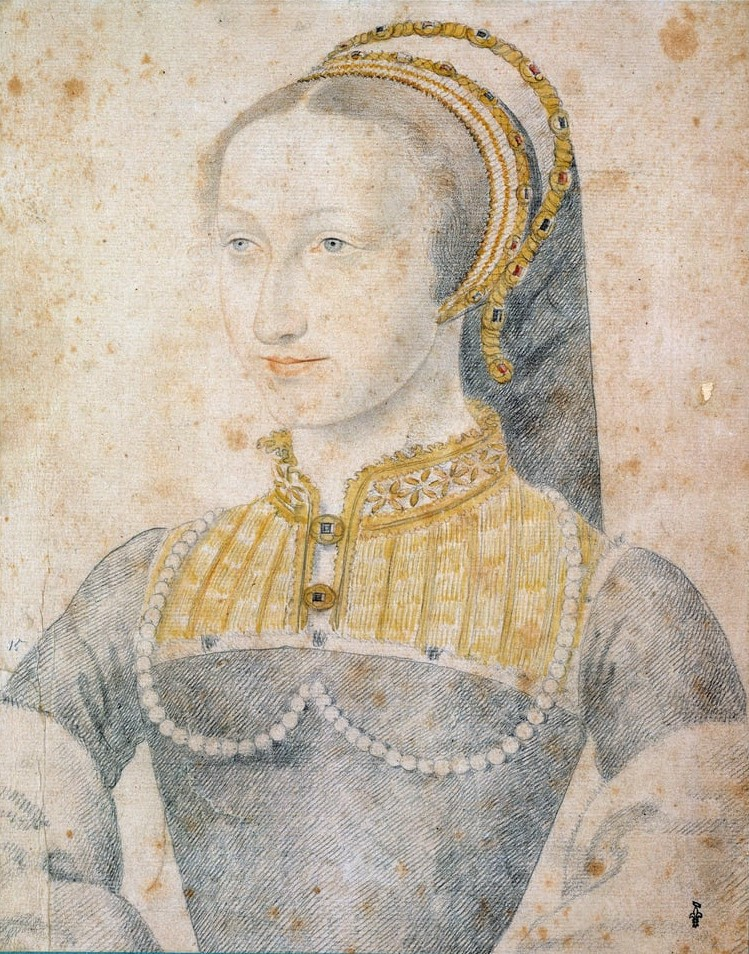
Johanna III. († 1572)

- 1572: Johanna III., Königin von Navarra
- 1573: William Maitland, schottischer Politiker

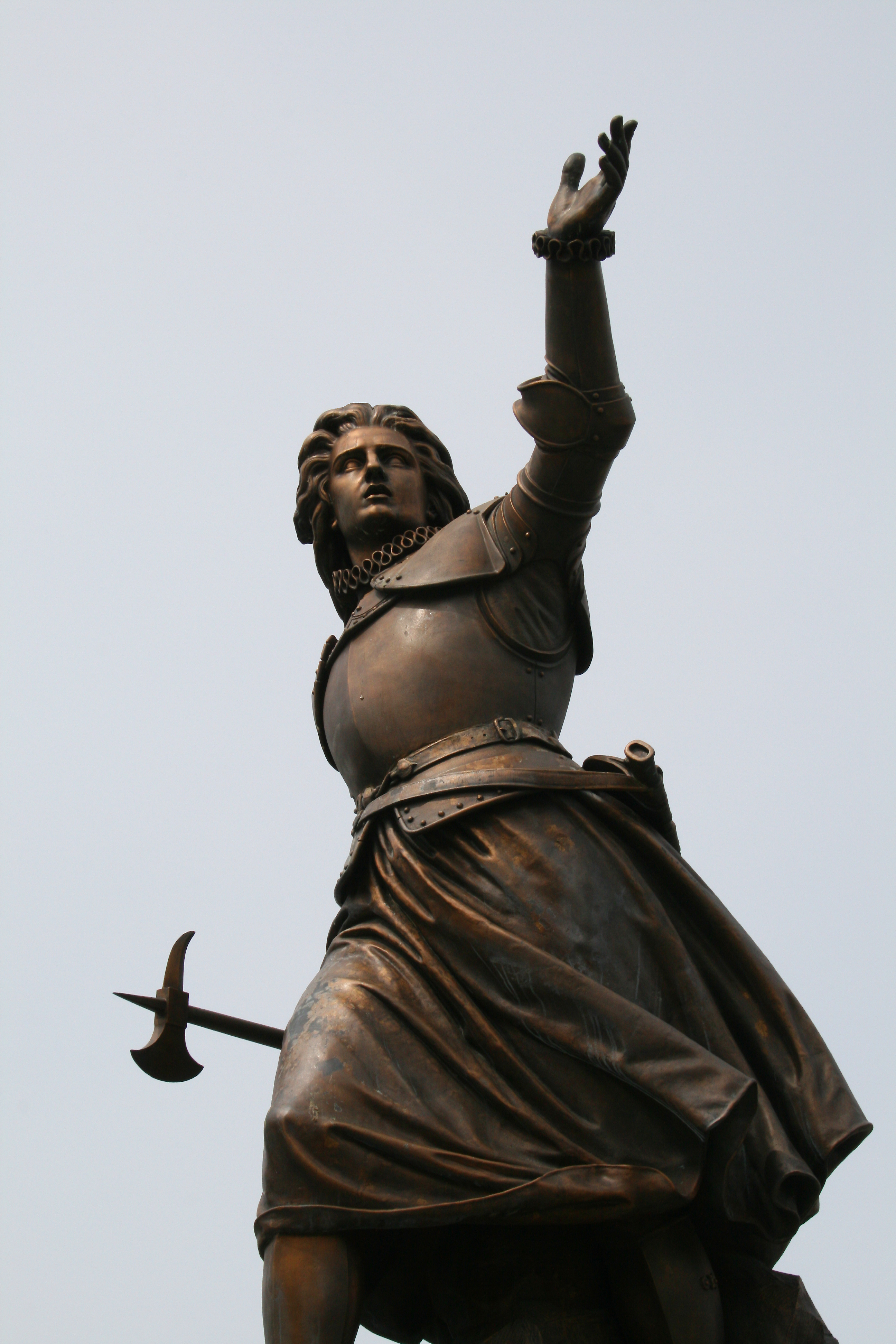
Philippe-Christine de Lalaing († 1582)

- 1582: Philippe-Christine de Lalaing, Verteidigerin der Stadt Tournai
- 1592: Françoise Babou de La Bourdaisière, französische Hofdame
- 1597: José de Anchieta, spanischer Missionar, Jesuit und Sprachforscher
- 1625: Antoine de Roquelaure, Marschall von Frankreich
- 1636: Antoine de Paule, Großmeister des Malteserordens
- 1643: Bengt Bengtsson Oxenstierna, schwedischer Generalgouverneur von Ingermanland und Livland
- 1647: Leonard Calvert, erster englischer Kolonialgouverneur von Maryland
- 1648: Karl von Saurau, Landeshauptmann der Steiermark
- 1649: Johann Maximilian zum Jungen, Politiker und Gelehrter in Frankfurt am Main
- 1652: Anna Sophia, Prinzessin von Anhalt
- 1671: Sebastian von Rostock, Bischof von Breslau
- 1681: Gabriel Bucelinus, Benediktiner, Humanist und Universalgelehrter
- 1701: Philippe I. de Bourbon, Herzog von Orleans, Bruder von Ludwig XIV.
- 1710: Giovanni Battista Passerini, italienischer Steinmetz und Bildhauer
- 1727: Hans Schönauer, domkapitlischer Maurermeister in Eichstätt
- 1728: Pjotr Matwejewitsch Apraxin, russischer Generalleutnant
- 1739: Theodorus van der Croon, altkatholischer Erzbischof von Utrecht
- 1750: Mattia Bortoloni, italienischer Maler
- 1751: John Machin, englischer Astronom und Mathematiker
- 1754: Louis Caravaque, französischer Maler
- 1762: Johann Ernst von Flörcke, deutscher Jurist
- 1798: Johann Georg Pforr, hessischer Maler
- 1799: Joseph Bologne, Chevalier de Saint-Georges, französischer Geigenvirtuose, Komponist und Dirigent

### 19. Jahrhundert
- 1803: Friedrich Balcke, preußischer Beamter
- 1809: Hans Moritz von Brühl, deutscher (kursächsischer) Diplomat, Wissenschaftler und Schachspieler
- 1811: Johann Georg Hartmann, württembergischer Hof- und Domänenrat
- 1812: Wilhelm Ludwig Bauer, deutscher Jurist

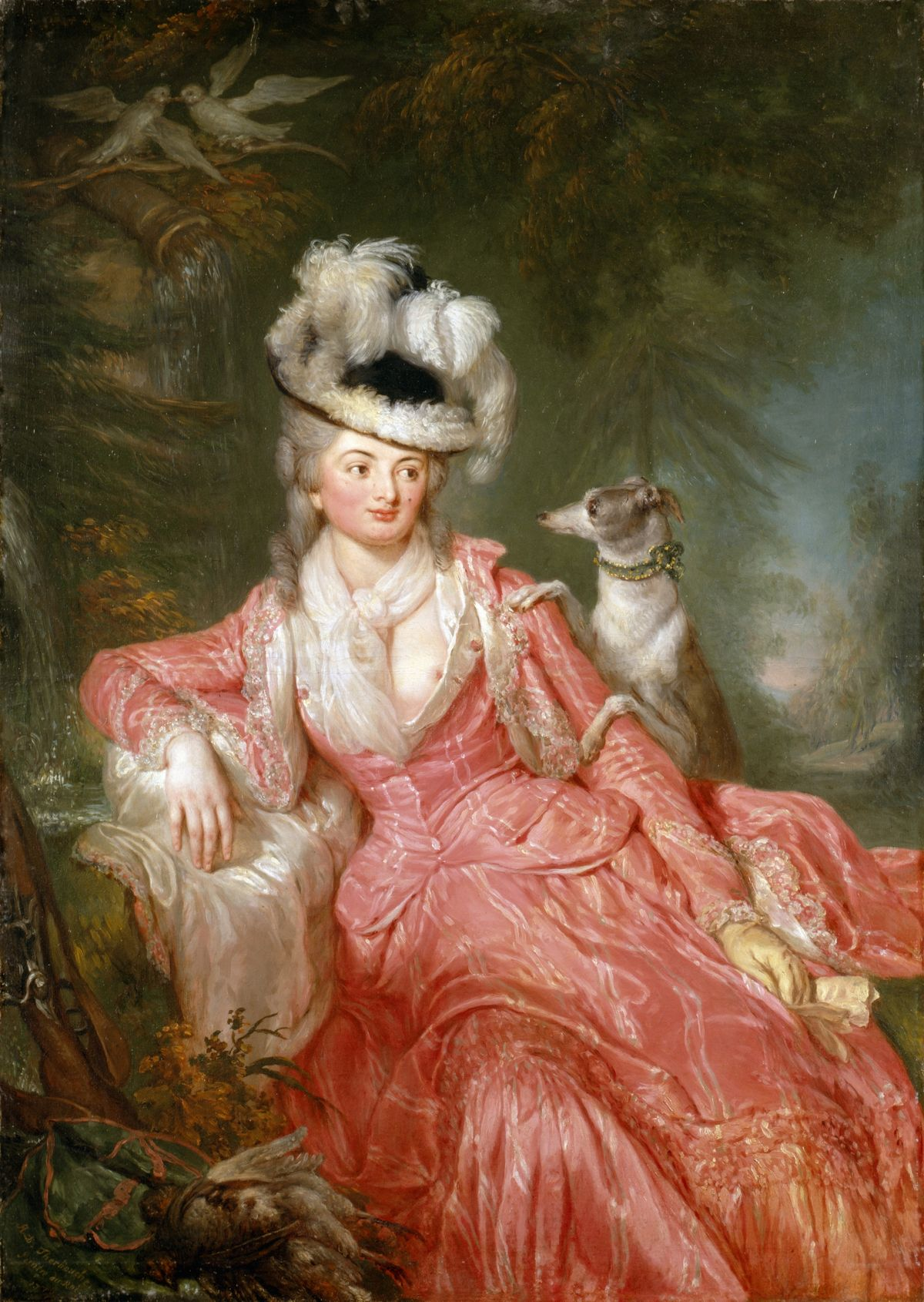
Wilhelmine von Lichtenau († 1820)

- 1820: Wilhelmine von Lichtenau, Mätresse, Vertraute und Beraterin Friedrich Wilhelms II. von Preußen, Mäzenin
- 1825: Pauline Bonaparte, Herzogin von Guastalla, Schwester von Napoleon Bonaparte
- 1826: Ludwig Schneider, deutscher Verwaltungsbeamter
- 1829: Baltasar de Cisneros, spanischer Admiral und Vizekönig des Río de la Plata
- 1832: Friedrich von Gentz, deutsch-österreichischer Schriftsteller und Politiker
- 1834: William Carey, britischer Botaniker und Missionar, Gründer der Baptist Missionary Society
- 1837: Theodor Gottlieb Carl Keyßner, deutscher evangelischer Geistlicher und Pädagoge
- 1847: Johann Christian Reinhart, deutscher Maler, Zeichner und Radierer
- 1848: Esma Sultan, osmanische Prinzessin, Schwester von Mustafa IV. und Mahmud II.
- 1850: Friedrich Wilhelm von Rauch, preußischer Generalleutnant
- 1855: Franz Ferdinand Greiner, Entwickler des ersten industriell gefertigten Thermometers in Deutschland
- 1855: Piotr Michałowski, polnischer Maler
- 1863: Dost Mohammed, Herrscher von Afghanistan
- 1867: Christian Pløyen, dänischer Jurist und hoher Regierungsbeamter, Gouverneur der Färöer

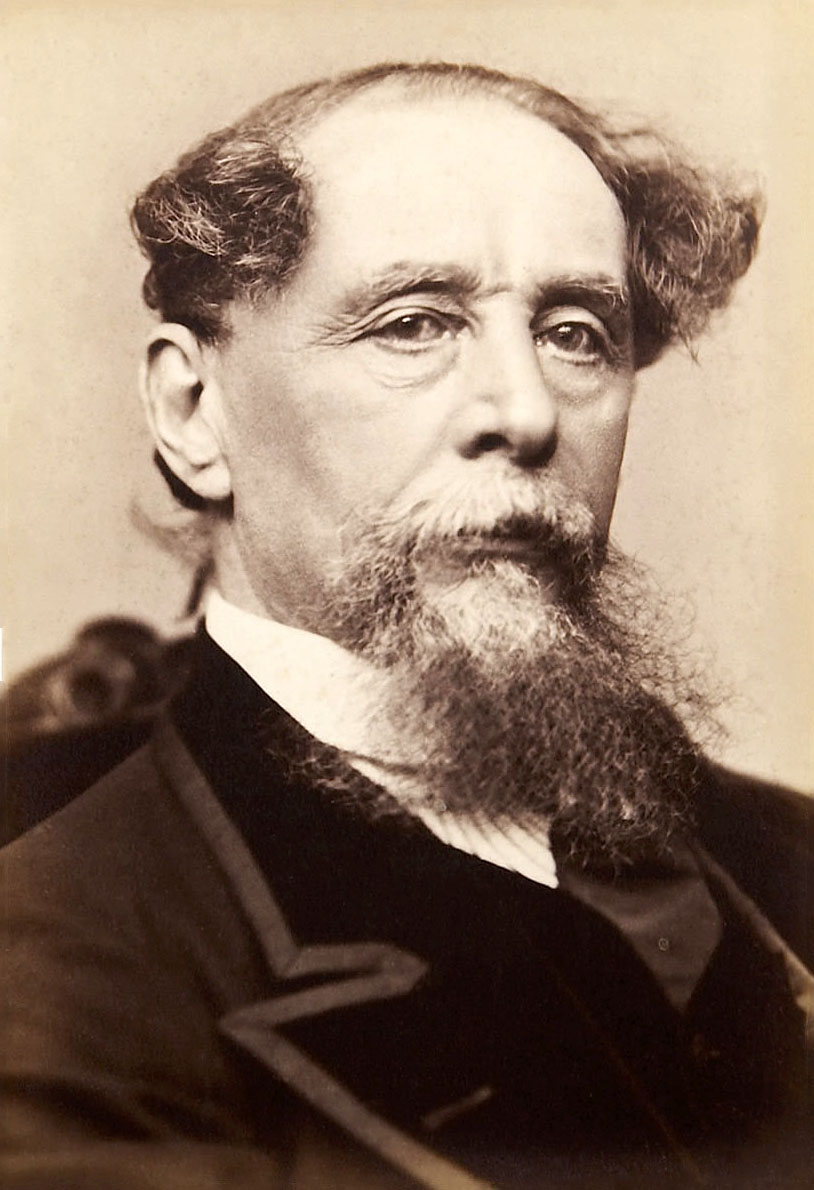
Charles Dickens († 1870)

- 1870: Charles Dickens, britischer Schriftsteller (Oliver Twist, David Copperfield)
- 1871: Anna Atkins, britische Botanikerin und Fotopionierin
- 1875: Isaak Auerbach, deutscher Architekt, Land- und Wasserbaumeister und Baumeister
- 1875: Paulina Wilkońska, polnische Schriftstellerin
- 1879: Alexander Konstantinowitsch Solowjow, russischer Revolutionär
- 1884: Johann Jakob Kraft, deutscher Weihbischof
- 1889: Manuel García de la Huerta Pérez, chilenischer Politiker
- 1891: Samuel Adler, deutscher Rabbiner
- 1894: Friedrich Louis Dobermann, deutscher Hundezüchter
- 1894: Werner Hagedorn, deutscher Chirurg
- 1894: Johann Wilhelm Schwedler, deutscher Bauingenieur und Baubeamter
- 1896: John Cougnard, Schweizer evangelischer Geistlicher und Hochschullehrer
- 1896: Adolphe Danhauser, französischer Komponist und Musikpädagoge
- 1899: Ernst Gebhardt, deutscher Liederdichter und Methodistenprediger

### 20. Jahrhundert

#### 1901–1950
- 1903: Gaspar Núñez de Arce, spanischer Dichter, Journalist und Politiker
- 1917: Thomas McKenny Hughes, britischer Geologe und Paläontologe
- 1919ː Marie Helene Aarestrup, norwegische Genre-, Porträt- und Tiermalerin
- 1921: Karl Gareis, deutscher Lehrer und Politiker, MdL, Attentatsopfer
- 1923: Helena von Großbritannien und Irland, Mitglied der britischen Königsfamilie
- 1923: Arishima Takeo, japanischer Schriftsteller
- 1925: David Edward Cronin, US-amerikanischer Maler
- 1927: Michael Ancher, dänischer Maler

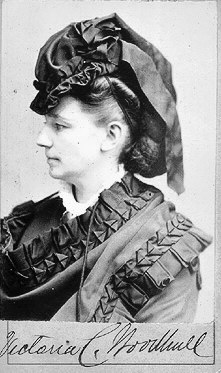
Victoria Woodhull († 1927)

- 1927: Victoria Woodhull, US-amerikanische Frauenrechtlerin, Spiritistin, Finanzmaklerin, Journalistin und Herausgeberin
- 1929: Emmerich Nagy, österreichischer Motorradrennfahrer
- 1931: Henrique Oswald, brasilianischer Komponist
- 1932: Otto Mügge, deutscher Mineraloge
- 1934: Ján Kvačala, slowakischer evangelisch-lutherischer Theologe, Religionshistoriker und Hochschullehrer
- 1939: Akashi Kaijin, japanischer Dichter
- 1940ː Janet Scudder, US-amerikanische Bildhauerin
- 1942ː Sylvia Elvira Klar, deutsche Widerstandskämpferin und Opfer des Holocaust
- 1943ː Mina Carlson-Bredberg, schwedische Malerin
- 1944: Johanna Kirchner, deutsche Widerstandskämpferin in der Résistance, Opfer des Nationalsozialismus
- 1946: Ananda Mahidol, (Rama VIII.),  König von Thailand
- 1946: Adolf Wallnöfer, österreichischer Komponist und Opernsänger
- 1947: Władysław Raczkiewicz, polnischer Beamter und Politiker
- 1948: Maria Belpaire, belgische Schriftstellerin
- 1949: Maria Cebotari, deutsche Sängerin und Schauspielerin

#### 1951–2000
- 1952: Alice Austen, US-amerikanische Fotografin
- 1952: Adolf Busch, deutscher Geiger und Komponist

Lore Agnes († 1953)

- 1953: Lore Agnes, deutsche Frauenrechtlerin und Politikerin, MdR, im Widerstand gegen das NS-Regime
- 1953: Ugo Betti, italienischer Dramatiker und Lyriker
- 1953: Claire Heliot, deutsche Tierbändigerin und Dompteurin
- 1954: Alain LeRoy Locke, US-amerikanischer Philosoph
- 1957: Robert Oboussier, Schweizer Komponist und Musikkritiker
- 1958: Robert Donat, britischer Schauspieler

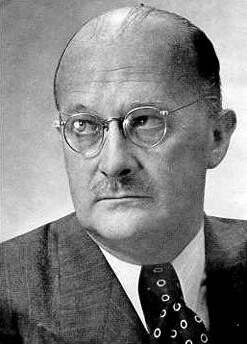
Adolf Windaus († 1959)

- 1959: Adolf Windaus, deutscher Chemiker und Biochemiker, Nobelpreisträger
- 1960: Hermann Klippel deutscher Mundartdichter der Oberlausitz
- 1960: Semjon Alexejewitsch Lawotschkin, sowjetischer Flugzeugkonstrukteur
- 1960: Hans José Rehfisch, deutscher Dramatiker
- 1961: Camille Guérin, französischer Bakteriologe
- 1962: Polly Adler, US-amerikanische Bordellbetreiberin
- 1963: Wassyl Barwinskyj, ukrainischer Komponist, Pianist, Musikkritiker und -lehrer sowie Dirigent
- 1963: Jacques Villon, französischer Maler des Kubismus
- 1964: Max Aitken, 1. Baron Beaverbrook, britischer Politiker, Verleger und Publizist
- 1968: Teo Otto, deutscher Bühnenbildner

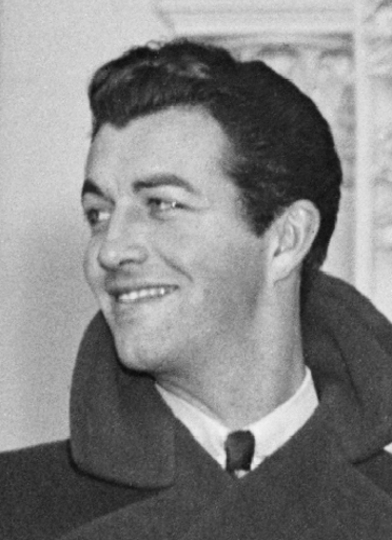
Robert Taylor († 1969)

- 1969: Robert Taylor, US-amerikanischer Filmschauspieler
- 1970: Leopold Matthias Walzel, österreichischer Komponist und Musikkritiker
- 1971: Hans Ludwig von Arnim, deutscher Beamter, Kirchenfunktionär und Autor
- 1971: Heinrich Deiters, deutscher Schriftsteller und Journalist
- 1972: Rudolf Belling, deutscher Bildhauer
- 1973: Ernst Appel, deutscher Rabbiner
- 1974: Miguel Ángel Asturias, guatemaltekischer Schriftsteller, Diplomat, Nobelpreisträger
- 1976: Gerd Gaiser, deutscher Schriftsteller
- 1977: Friedrich-Carl Rabe von Pappenheim, deutscher Generalleutnant und Diplomat

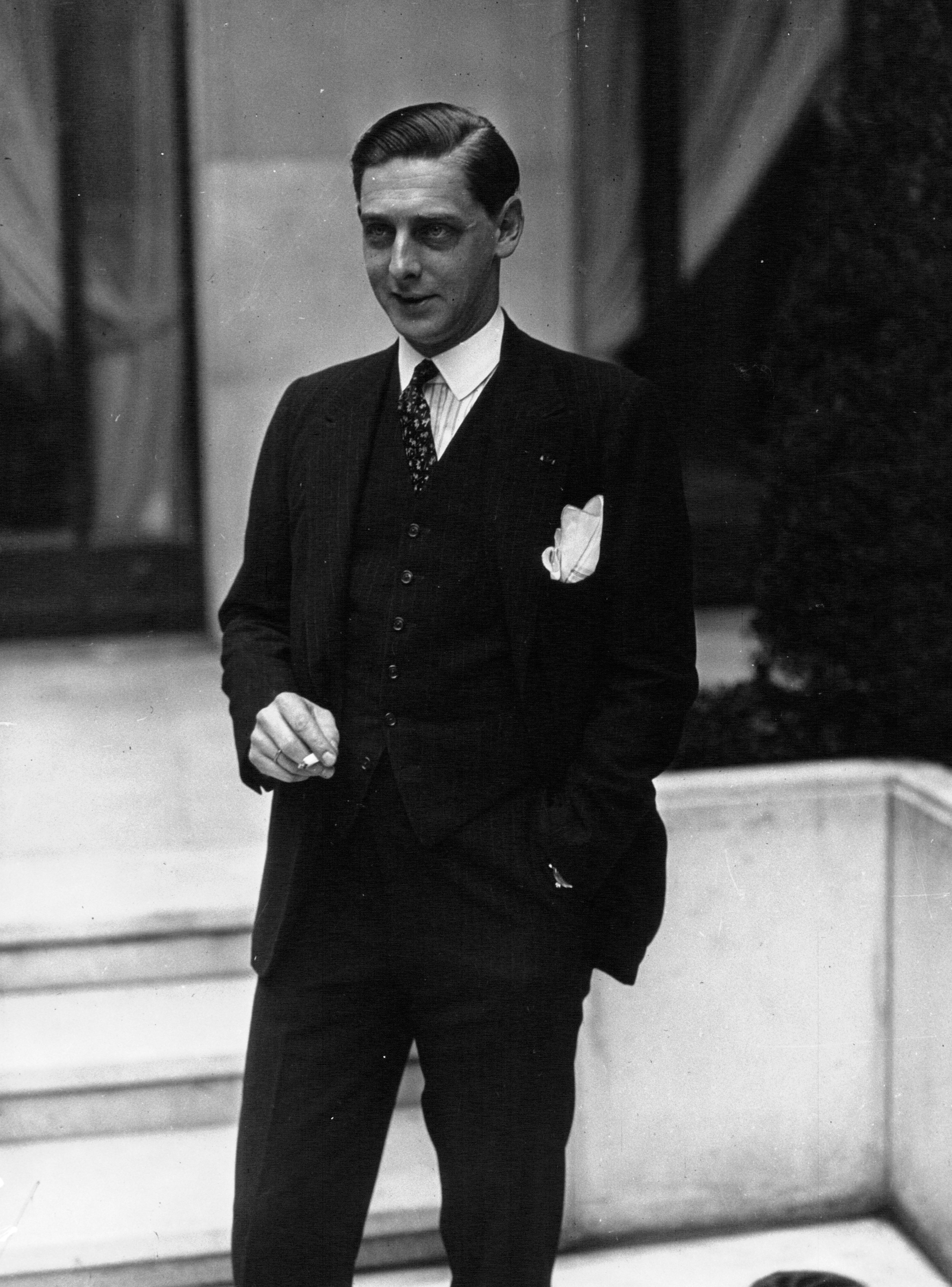
Nikolaus von Rumänien († 1978)

- 1978: Nikolaus von Rumänien, rumänischer Adeliger und Automobilrennfahrer
- 1981: Allen Ludden, US-amerikanischer Moderator und Schauspieler
- 1981: Karl Walther, deutscher Maler
- 1982: Mirza Nasir Ahmad, 3. Khalifat ul-Massih
- 1982: Richard St. Barbe Baker, britischer Forstwissenschaftler, Umweltaktivist und Autor

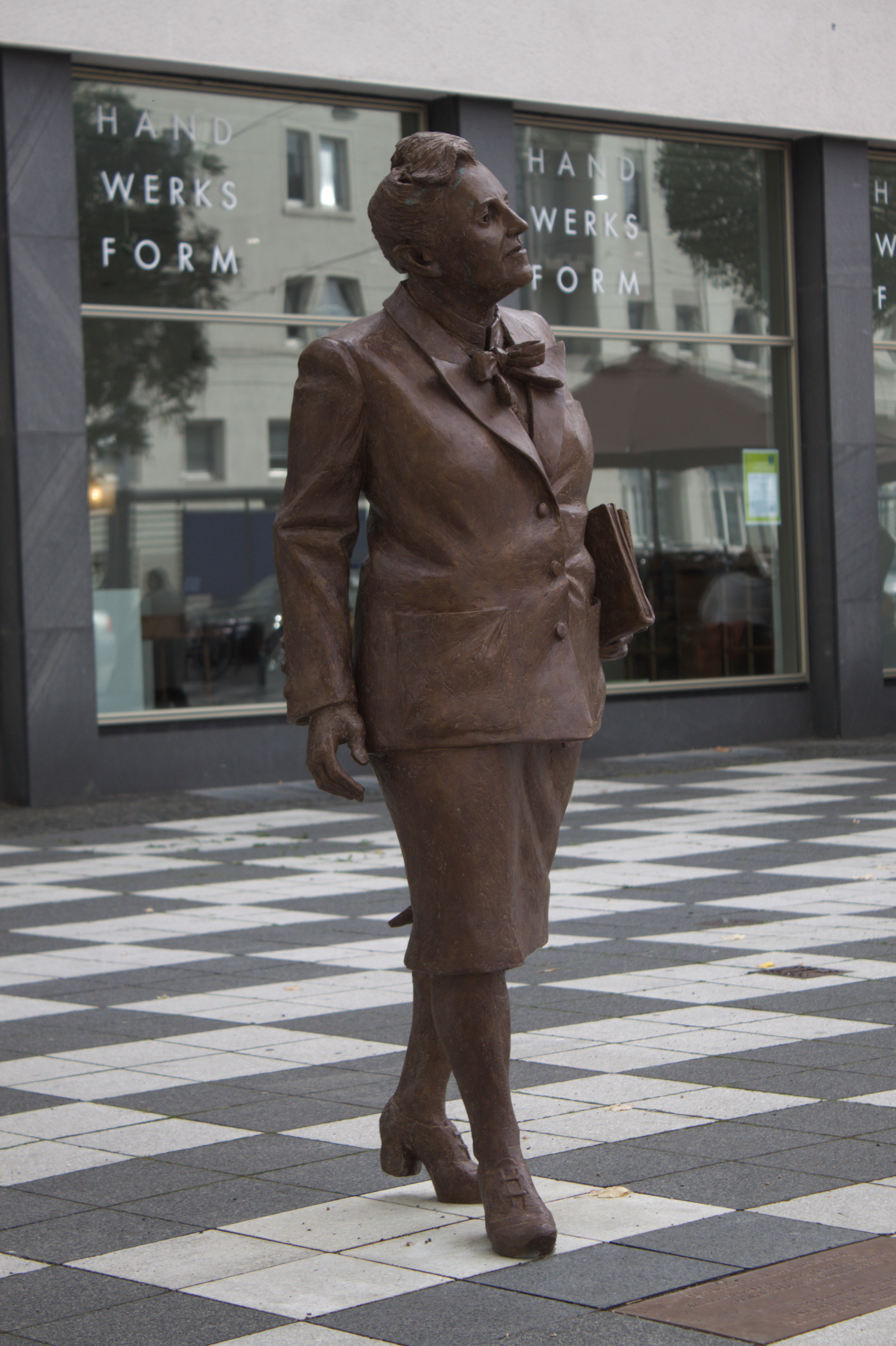
Elisabeth Selbert († 1986)

- 1986: Elisabeth Selbert, deutsche Rechtsanwältin und Politikerin, MdL, eine der vier „Mütter des Grundgesetzes“
- 1988: Willy Bartsch, deutscher Politiker, MdB
- 1988: Willi Kohlhoff, deutscher Illustrator und Comiczeichner
- 1988: Karl Kraus,  theoretischer Physiker
- 1989: George Wells Beadle, US-amerikanischer Wissenschaftler
- 1989: Wolfdietrich Schnurre, deutscher Schriftsteller

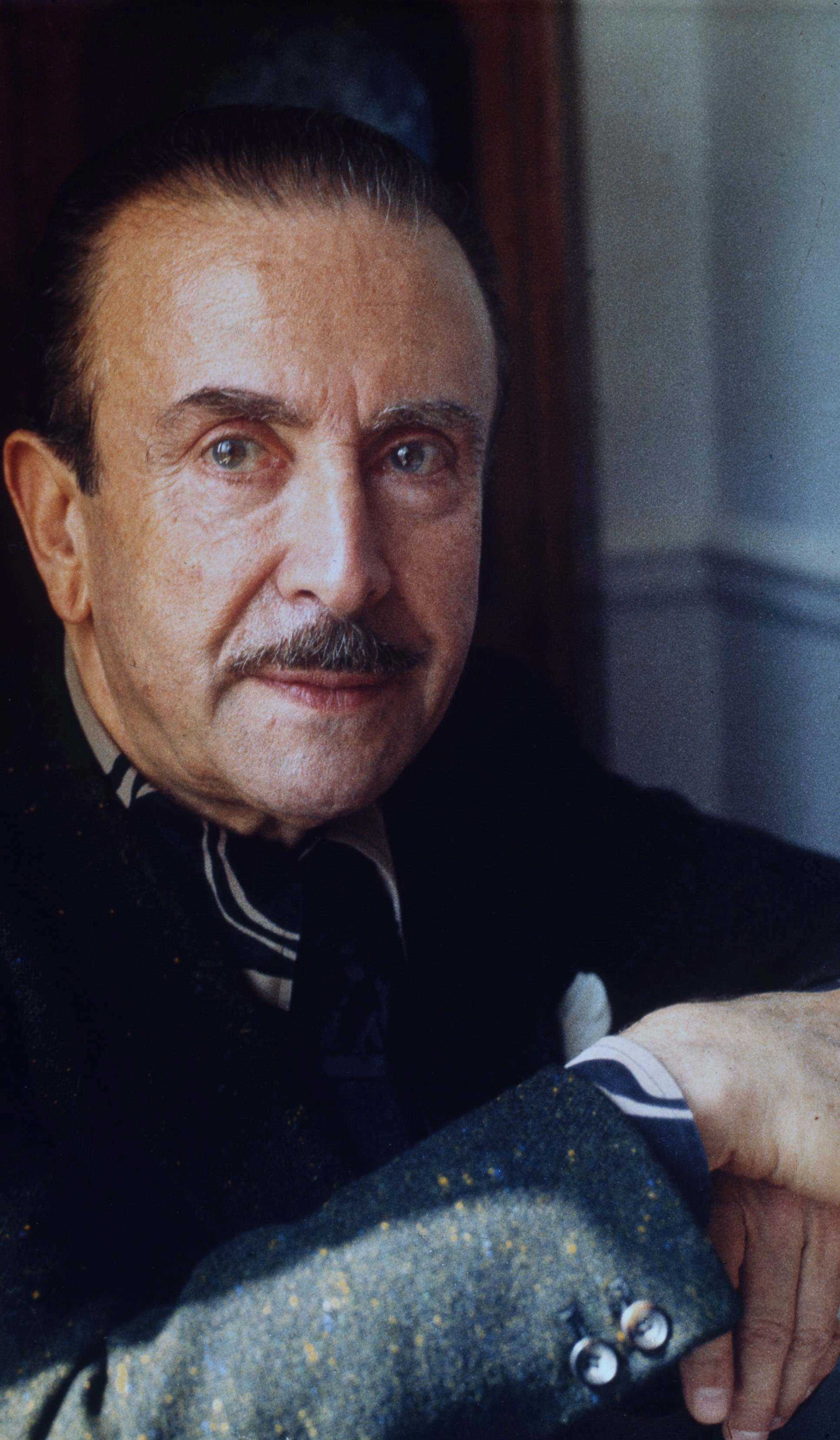
Claudio Arrau († 1991)

- 1991: Claudio Arrau, chilenischer Pianist
- 1991: Clemens Neuhaus, deutscher Maler
- 1992: Betty Miles, US-amerikanische Schauspielerin, Stuntfrau, Pferdeartistin und Lehrerin
- 1993: Thomas E. Ammann, Schweizer Kunsthändler
- 1993ː Goler Teal Butcher, amerikanische Juristin im Bereich des internationalen Rechts
- 1993: Charles Plantivaux, französischer Automobilrennfahrer
- 1994: Gianna Perea-Labia, italienische Sängerin (Sopran)
- 1994: Jan Tinbergen, niederländischer Mathematiker und Wirtschaftswissenschaftler
- 1998: Agostino Casaroli, italienischer Geistlicher, vatikanischer Diplomat, Kardinalstaatssekretär
- 1998: Edmund Koller, deutscher Bobfahrer
- 1999: Frank Gambalie, US-amerikanischer Basejumper
- 2000: Ernst Jandl, österreichischer Dichter und Schriftsteller
- 2000: Alfred Weidenmann, deutscher Jugendbuchautor und Regisseur

### 21. Jahrhundert
- 2001: Willi Gayler, deutscher Forstmann
- 2002: Lito Peña, puerto-ricanischer Saxophonist, Bandleader, Komponist und Arrangeur
- 2004: Roosevelt Brown, US-amerikanischer American-Football-Spieler
- 2005: Julia Palmer-Stoll, deutsche Schauspielerin
- 2005: Walther Tripps, deutscher Leichtathlet
- 2005: İsmail Yaşar, Gastwirt in Nürnberg; Mordopfer des NSU

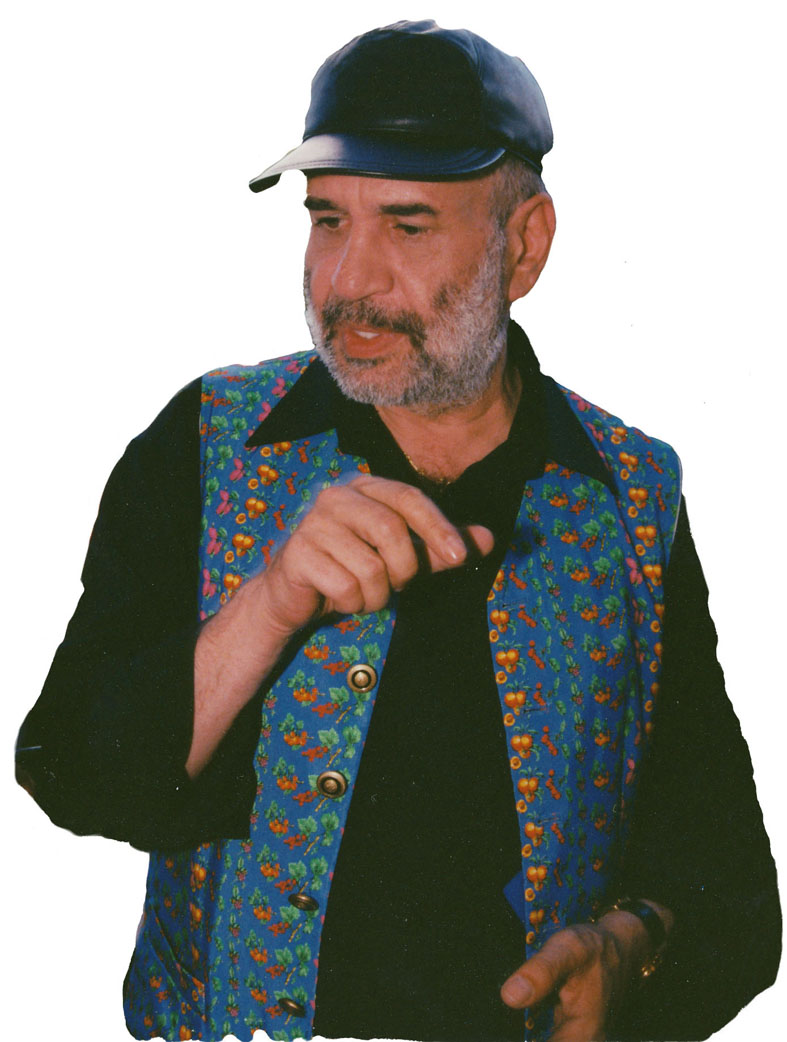
Drafi Deutscher († 2006)

- 2006: Drafi Deutscher, deutscher Sänger, Komponist und Musikproduzent
- 2006: Enzo Siciliano, italienischer Journalist und Schriftsteller
- 2007: Rudolf Arnheim, deutsch-US-amerikanischer Medienwissenschaftler
- 2007: Walter Hase, deutscher Forstmann
- 2007: Ousmane Sembène, senegalesischer Schriftsteller und Filmemacher
- 2008: Karen Asrjan, armenischer Schachspieler
- 2008: Algis Budrys, US-amerikanischer Science-Fiction-Schriftsteller
- 2008ː Maria Velten, deutsche Giftmörderin
- 2009: Mal Sondock, deutsch-US-amerikanischer Hörfunkmoderator
- 2009: Karl-Michael Vogler, deutscher Schauspieler
- 2010: Gernot Rotter, deutscher Orientalist, Publizist und Politiker
- 2010: Marina Timofejewna Semjonowa, russische Primaballerina
- 2011: Siegfried Augustin, österreichischer Ingenieur
- 2012: Audrey Arno, deutsche Sängerin
- 2012: Peter Findeisen, deutscher Kunsthistoriker und Denkmalpfleger

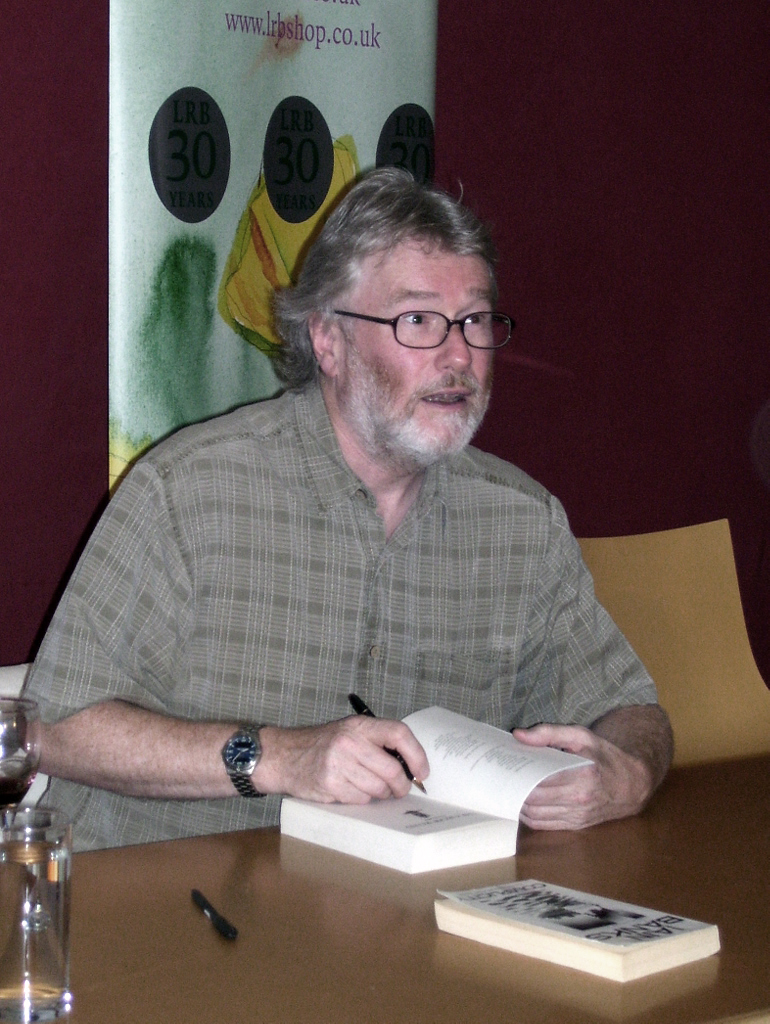
Iain Banks († 2013)

- 2013: Iain Banks, britischer Schriftsteller
- 2013: Walter Jens, deutscher Altphilologe, Literaturhistoriker, Schriftsteller, Kritiker und Übersetzer
- 2013: Helga Sasse, deutsche Schauspielerin
- 2014: Edmund «Edy» Bruggmann, Schweizer Skirennläufer
- 2014: Reinhard Höppner, deutscher Politiker, Ministerpräsident von Sachsen-Anhalt
- 2014: Stuart Long, amerikanischer Boxer und katholischer Priester
- 2014: Rik Mayall, britischer Schauspieler und Komiker
- 2015: Igor Fjodorowitsch Kostin, moldawisch-ukrainischer Fotograf und Journalist
- 2015: James Last, deutscher Bandleader
- 2016: Hans Jürgen Krysmanski, deutscher Soziologe
- 2017: Andimba Toivo ya Toivo, namibischer Menschenrechtler und Politiker
- 2017: Adam West, US-amerikanischer Schauspieler
- 2018: Reinhard Hardegen, deutscher Marineoffizier und Politiker
- 2018: Friederich Werthmann, deutscher Bildhauer und Plastiker
- 2019: Erich Iltgen, deutscher Politiker
- 2021: Gottfried Böhm, deutscher Architekt
- 2021: Philipp Mickenbecker, deutscher Webvideoproduzent

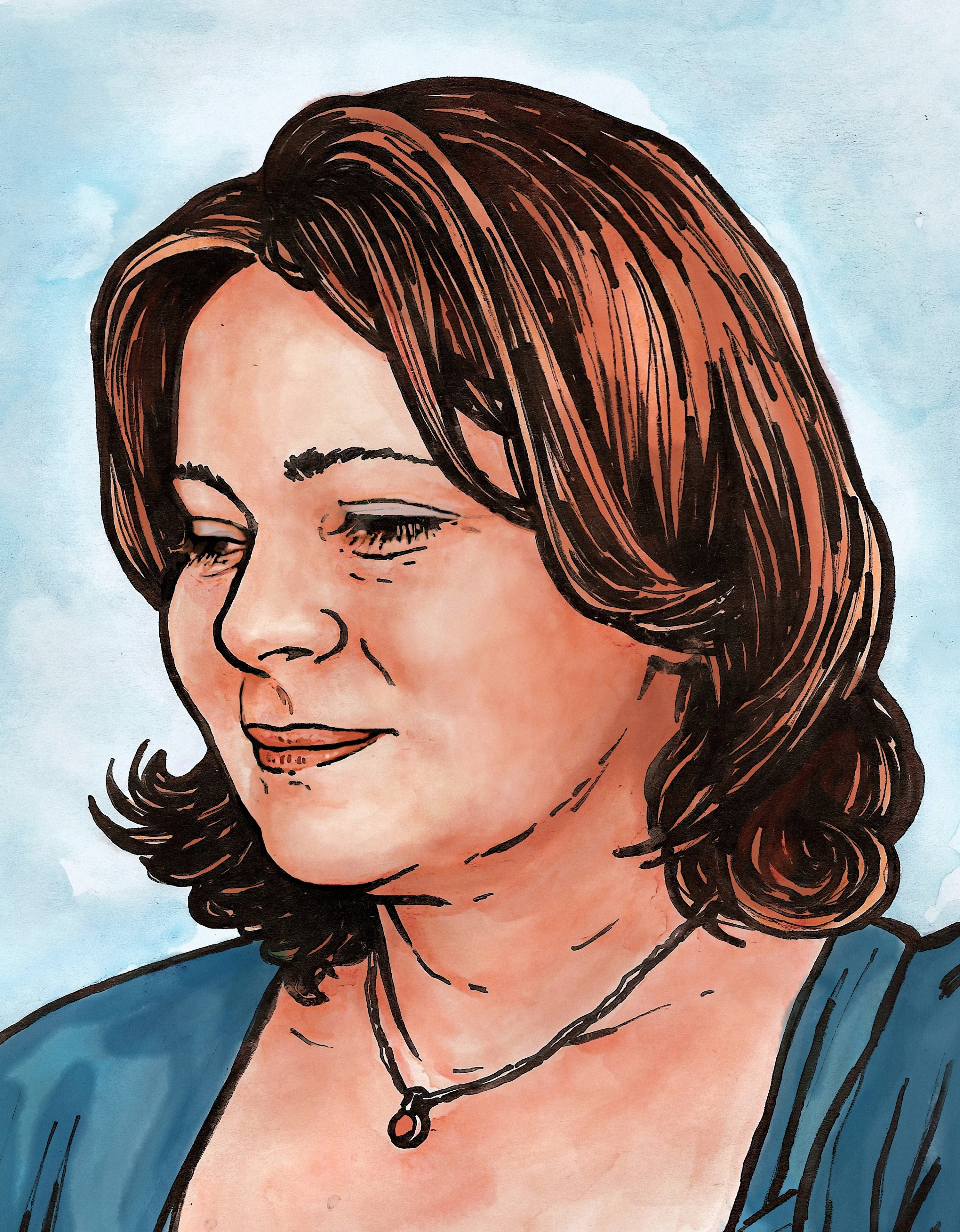
Libuše Šafránková († 2021)

- 2021: Libuše Šafránková, tschechische Schauspielerin
- 2022: Roman Ratuschnyj, ukrainischer Aktivist und Soldat
- 2024ː Lynn Conway, US-amerikanische Informatikerin und Erfinderin
- 2024ː Yoshiko Kuga, japanische Schauspielerin
- 2024ː Beata Maksymow, polnische Judoka
- 2024: Barbara Repetto, italienische Politikerin
- 2025: Georg Bautzmann, deutscher Brigadegeneral
- 2025: Frederick Forsyth, britischer Schriftsteller
- 2025: Julio Quevedo, guatemaltekischer Leichtathlet

## Feier- und Gedenktage
- Kirchliche Gedenktage:
  - Ephräm der Syrer, syrischer Diakon und Kirchenlehrer (evangelisch, anglikanisch, römisch-katholisch, koptisch)
  - Columban von Iona, irischer Priester, Klostergründer, Abt und Glaubensbote (anglikanisch, römisch-katholisch, evangelisch: ELCA)
  - José de Anchieta, spanischer Missionar. Die römisch-katholische Kirche verehrt ihn als Heiligen
  - Aidan von Lindisfarne, irischer Bischof (evangelisch: ELCA)

- Namenstage
  - Ephraim

Weitere Einträge enthält die Liste von Gedenk- und Aktionstagen.